# Список замків Чехії

Регіони Чехії.

## Список замків Чехії за алфавітом

### А
- Адамов
- Альбер
- Антол

### Б

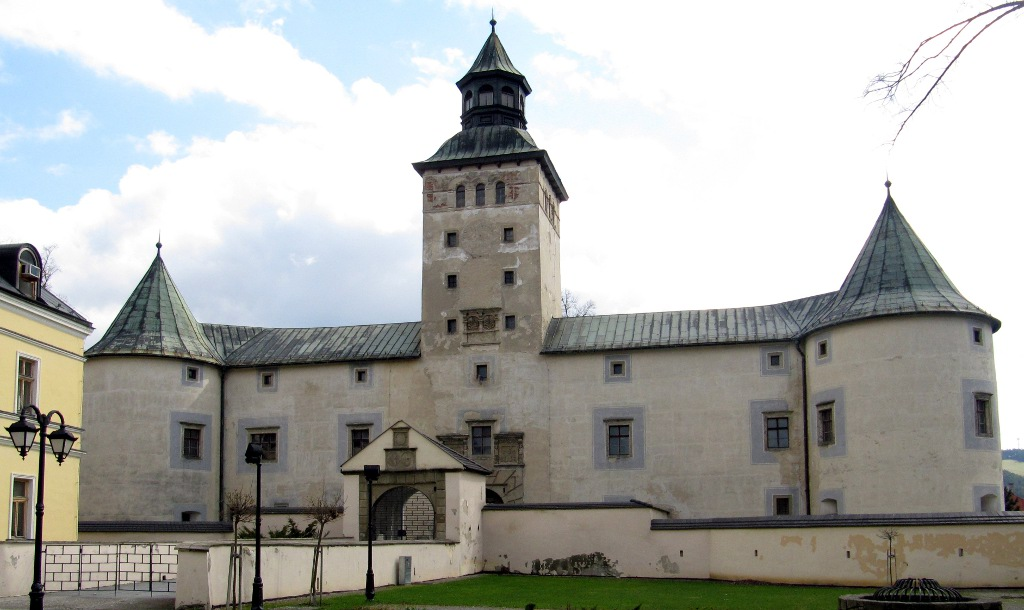
Бітчанський замок

- Бечов-над-Теплой
- Бечвари
- Біхори
- Бітчанський замок
- Біла Лота
- Бланско
- Блатна
- Замок Бухлов

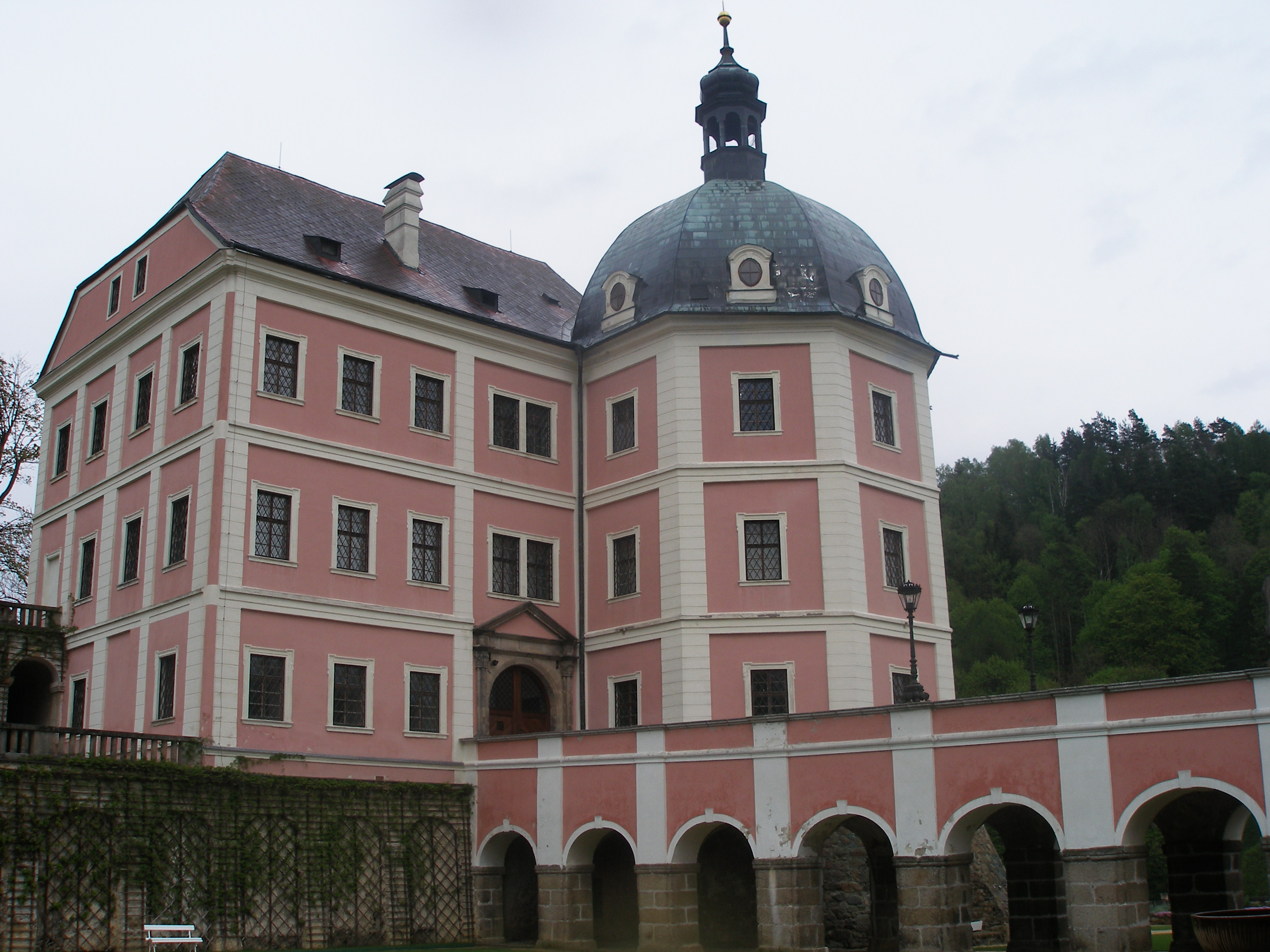
Замок Бечов над Теплой
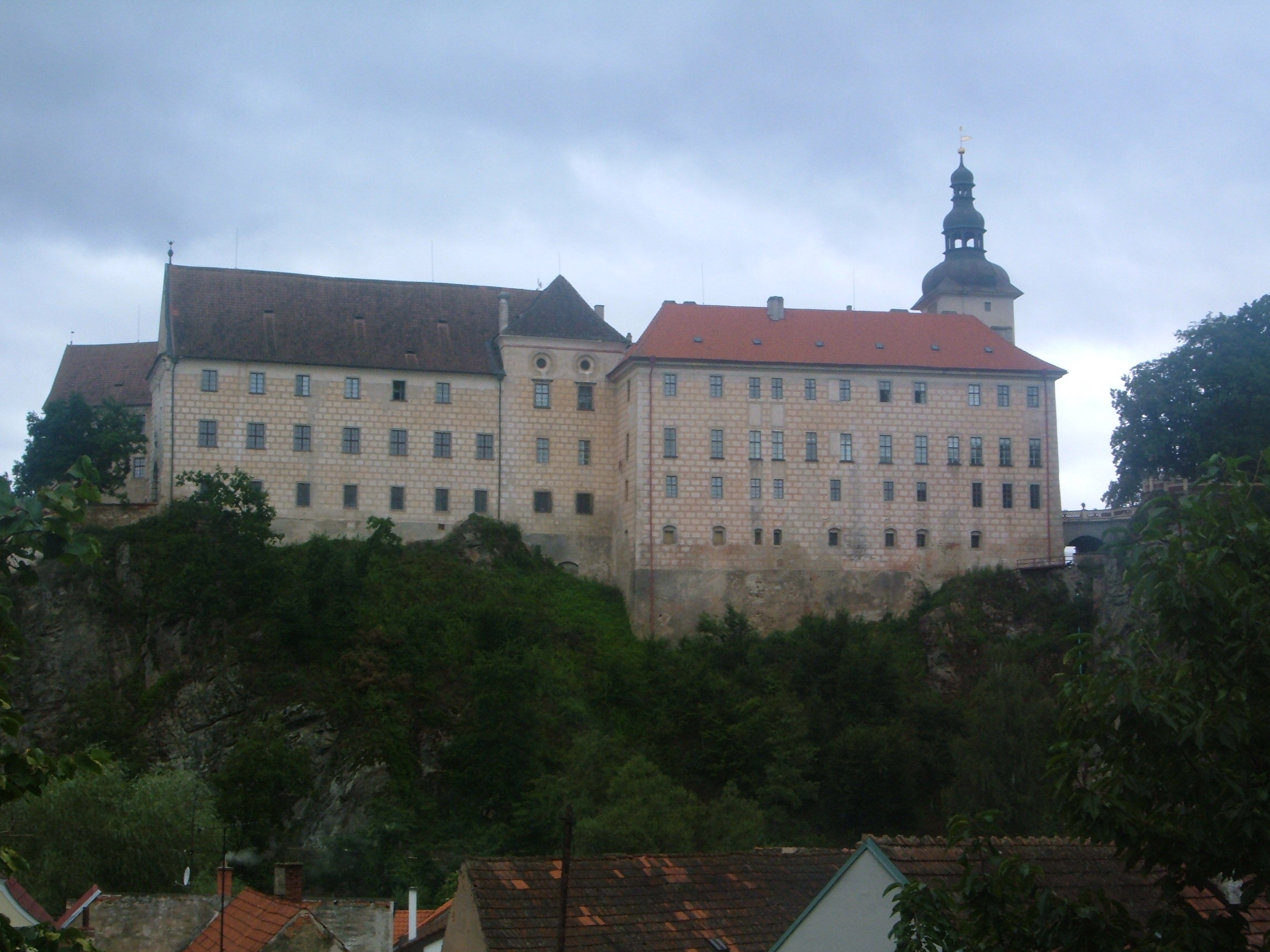
Замок Бехіне
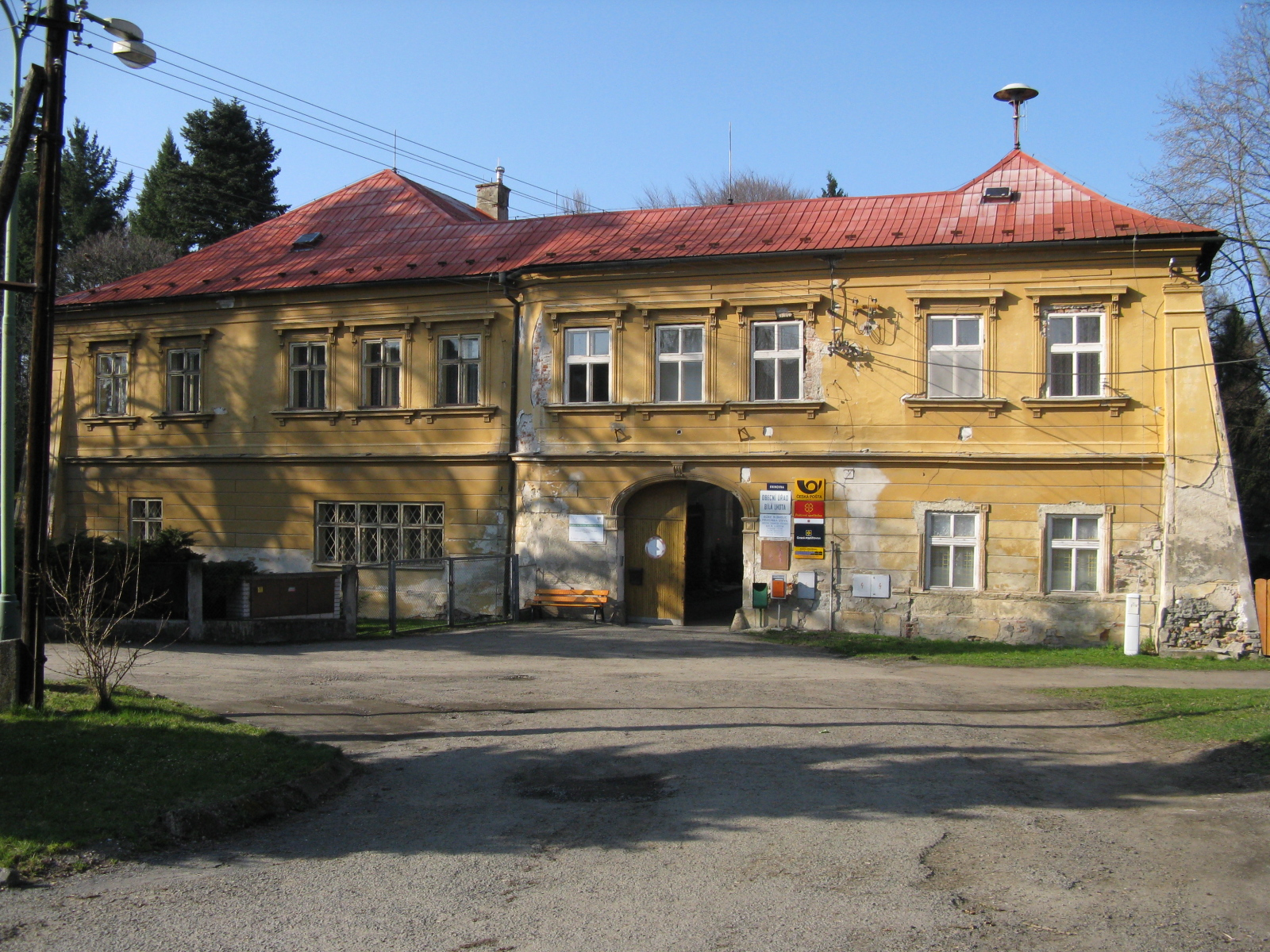
Біла Лота
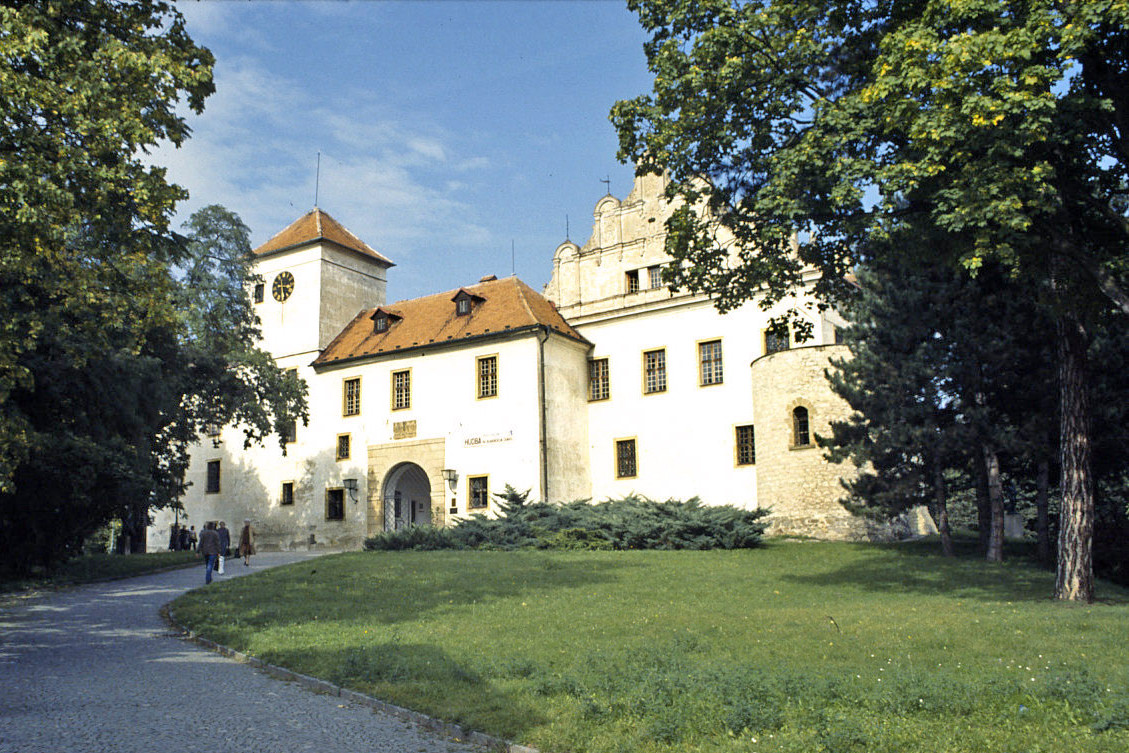
Бланско

### В
- Валець
- Валтице
- Вельке Лозіни
- Вельке Мезирічи
- Вельке Опатовіце

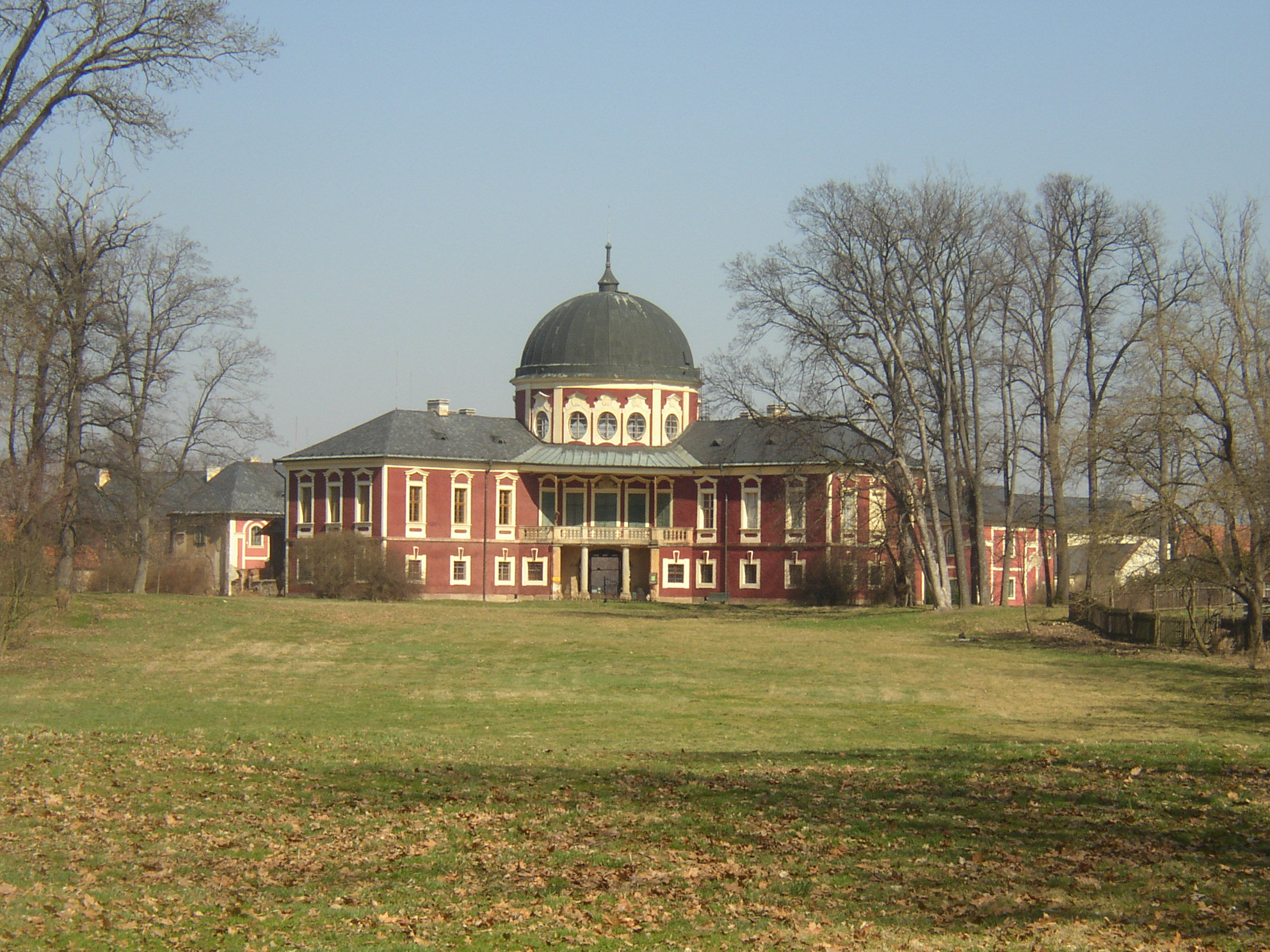
Вельтруси
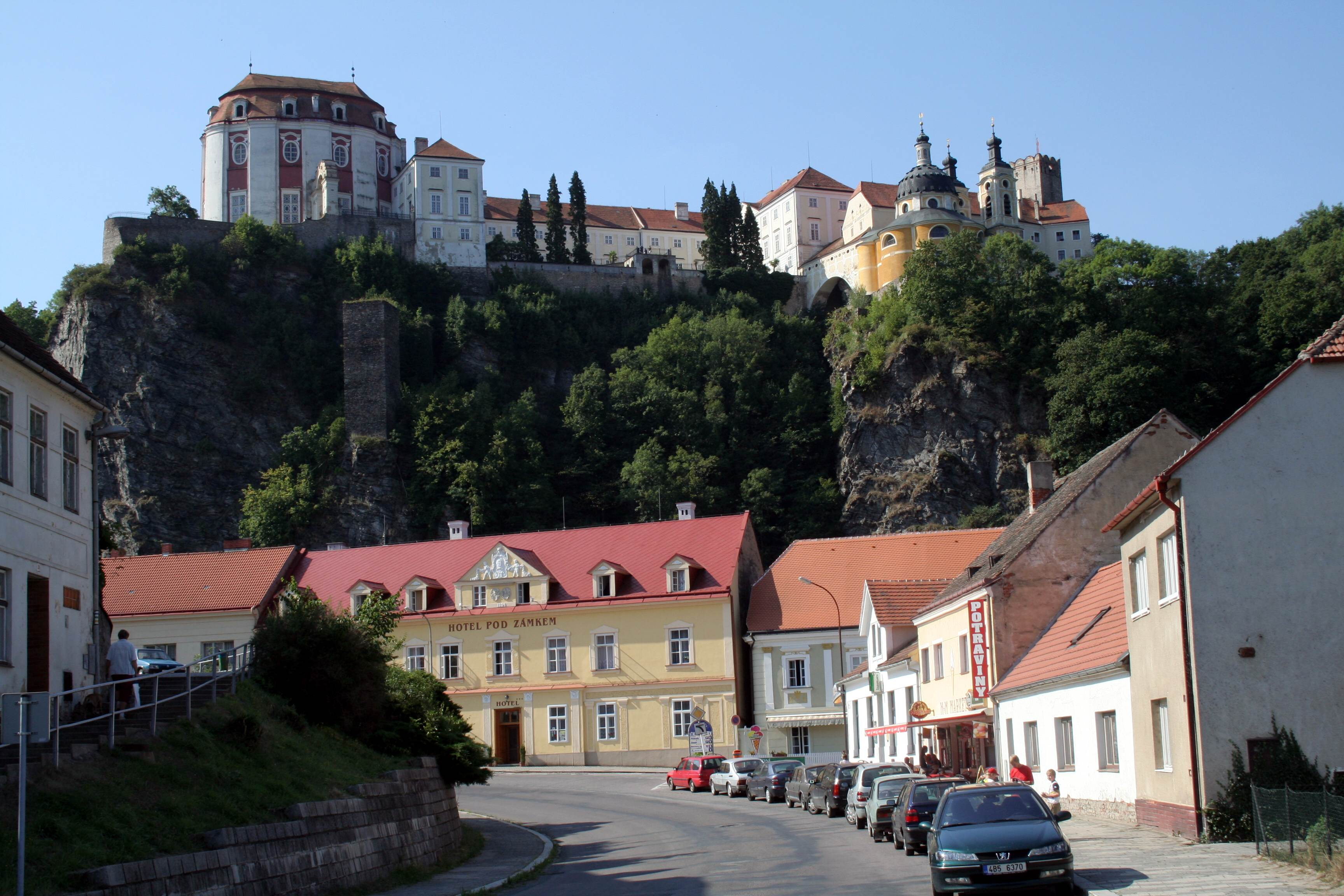
Вранов на Диє

- Відім
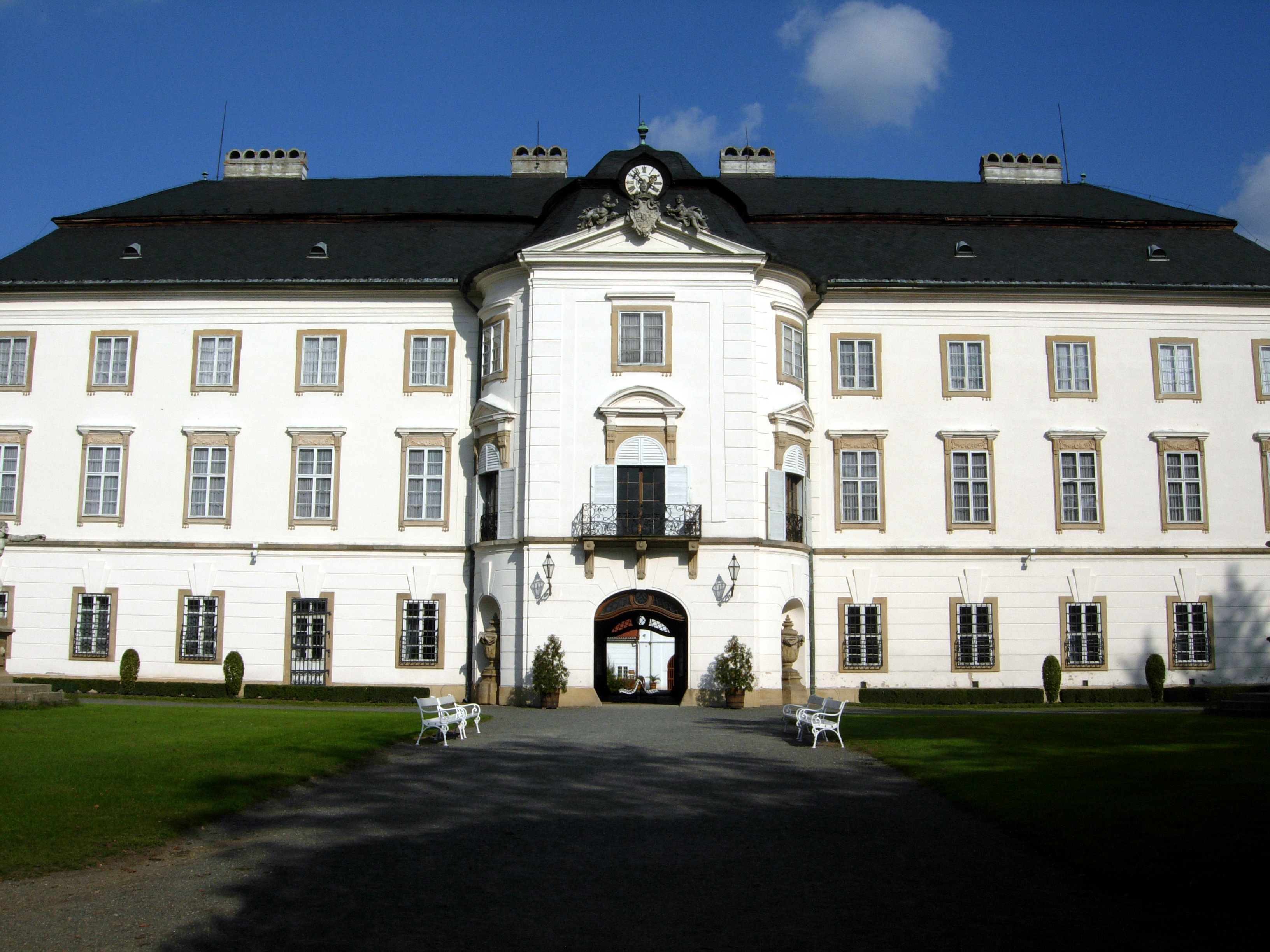
Візовіце
- Вімперк
- Замок Вранов-над-Диєю
- Вічі Поле
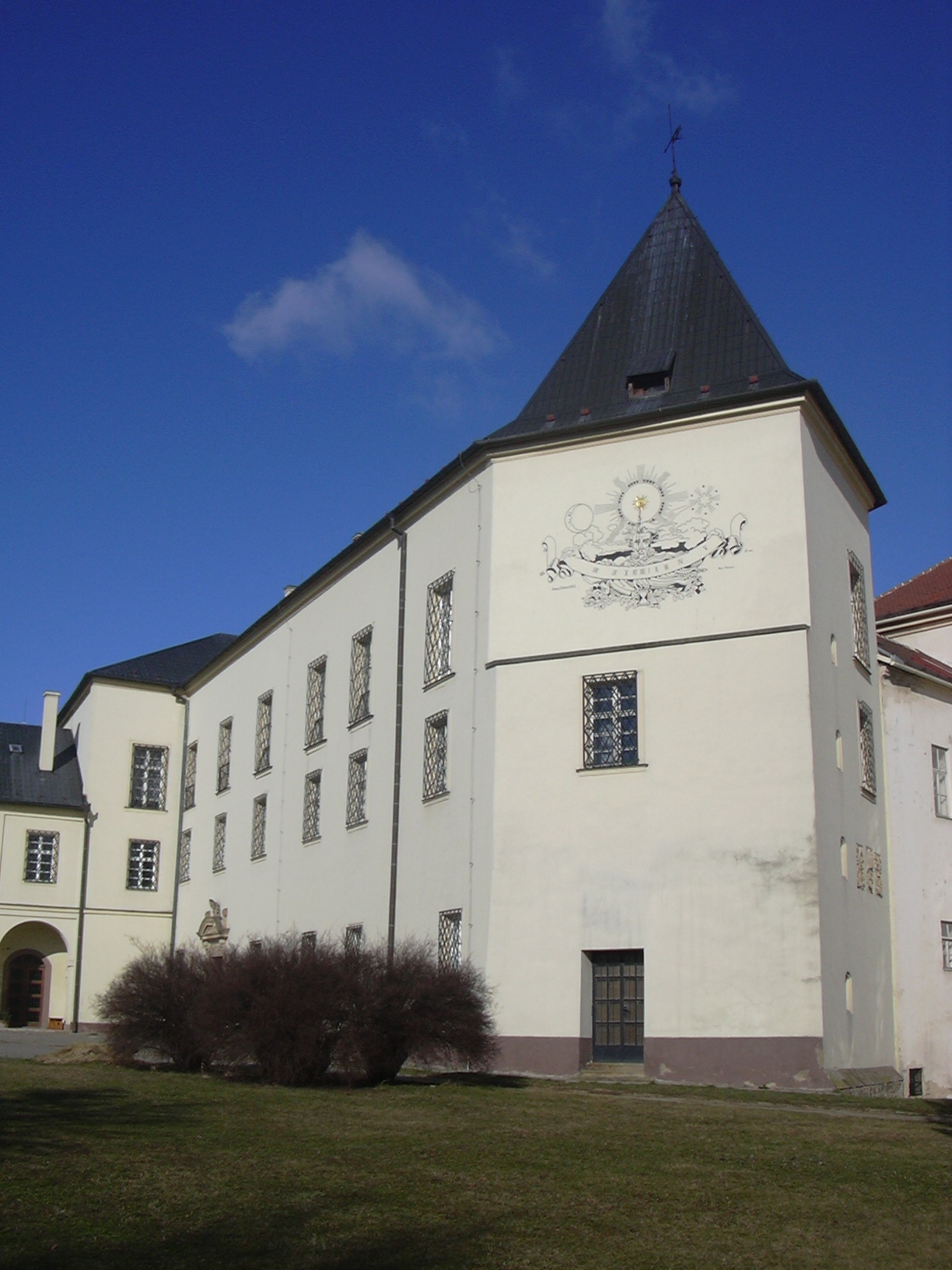
Вишков

- Вельтруси
- Вранов на Диє
- Візовіце
- Вишков

### Г
- Горин (замок Лобковицьких )
- Глубока

### Д
- Замок Дечин
- Замок Дровле
- Дольні Лукавіце
- Дольні Пржим
- Замок Духцов

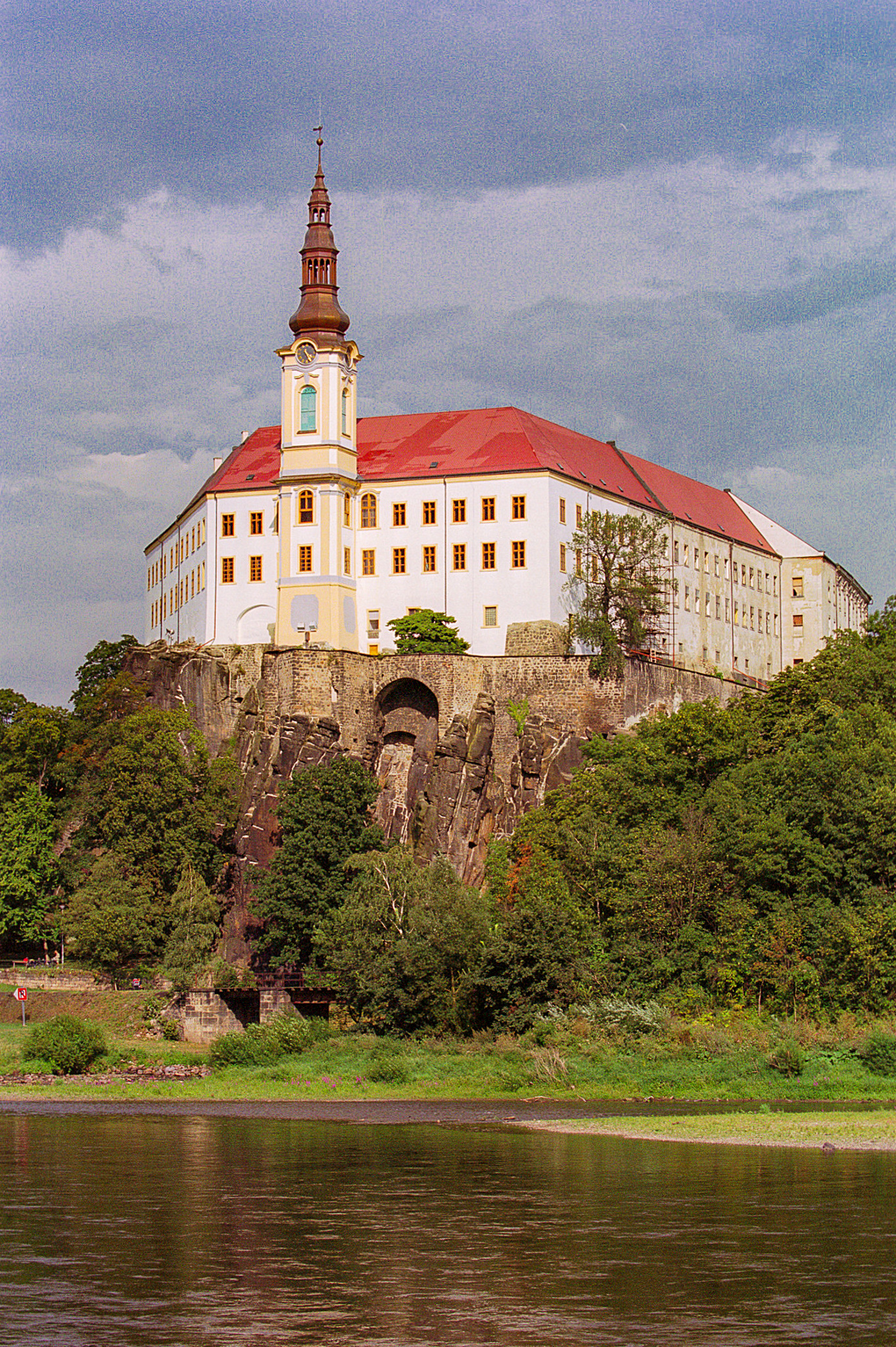
Дечин
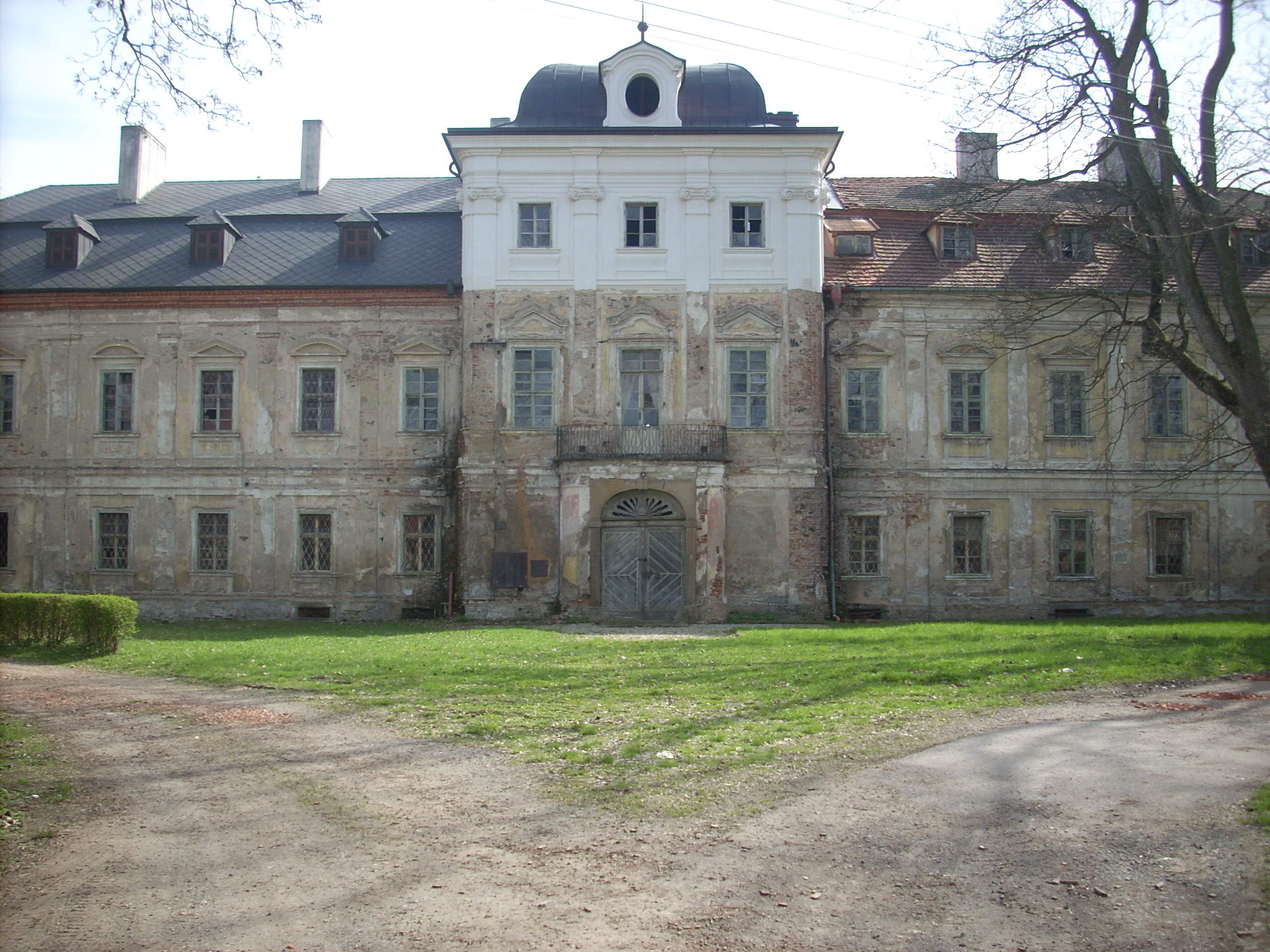
Дольні Лукавіце
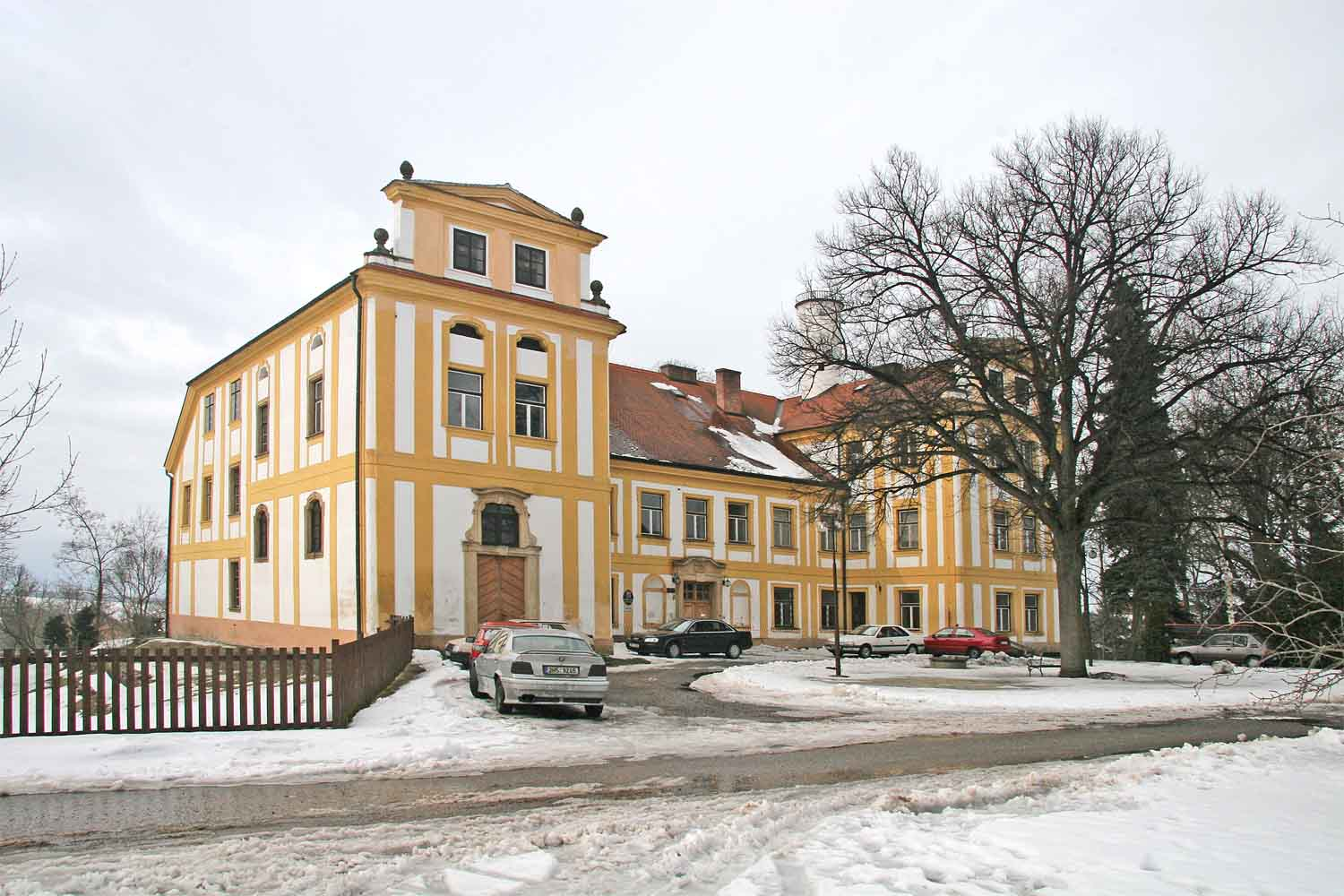
Дольні Пржим
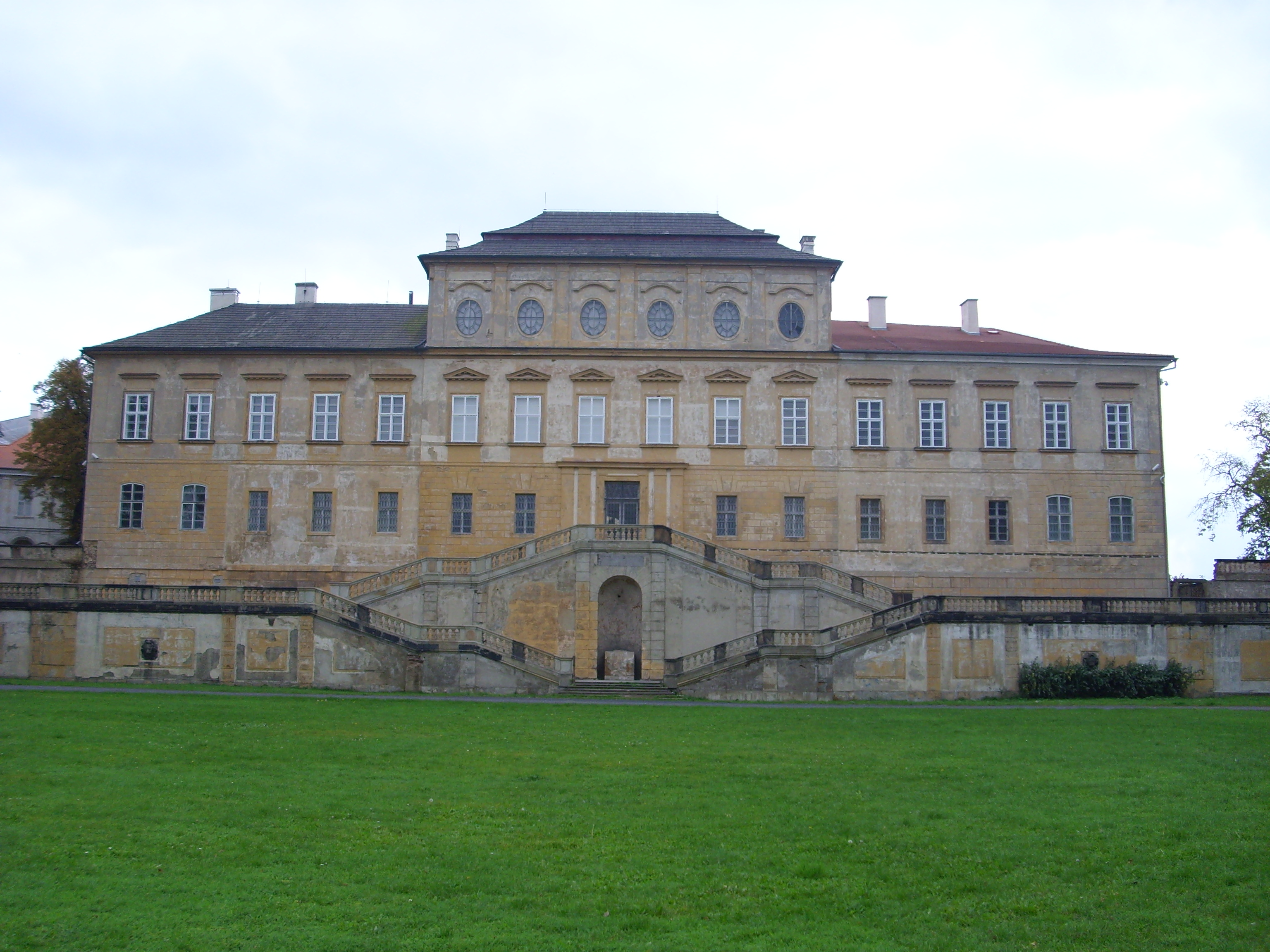
Духцов, садовий фасад

### Є

Замок Єзєрі

- Замок Єзєрі
- Євішовіце
- Ємніште
- Єсенец
- Єсенік-над-Одрою
- Євічко
- Єзержи

### Ж
- Жадловіце
- Ждяр-на-Сазаве
- Жерановіце
- Жехужице
- Жеротін
- Жидлоховіце

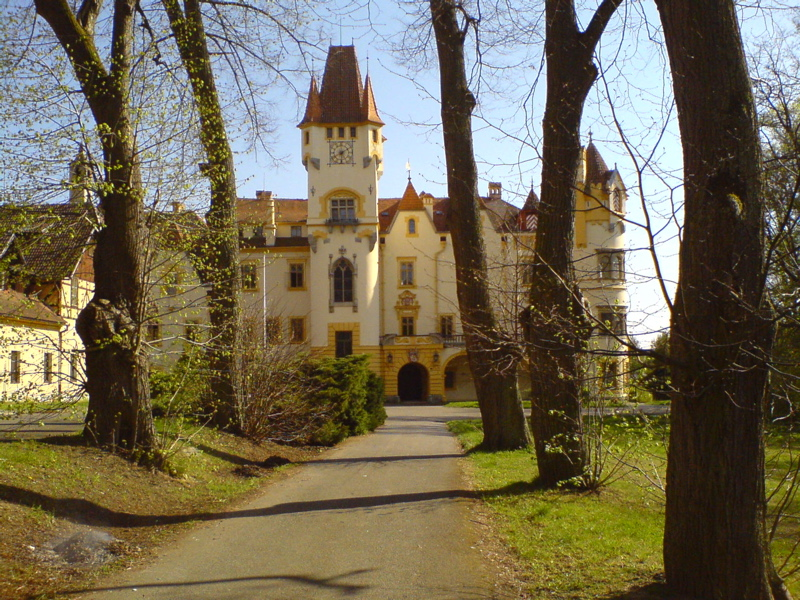
Жинкови
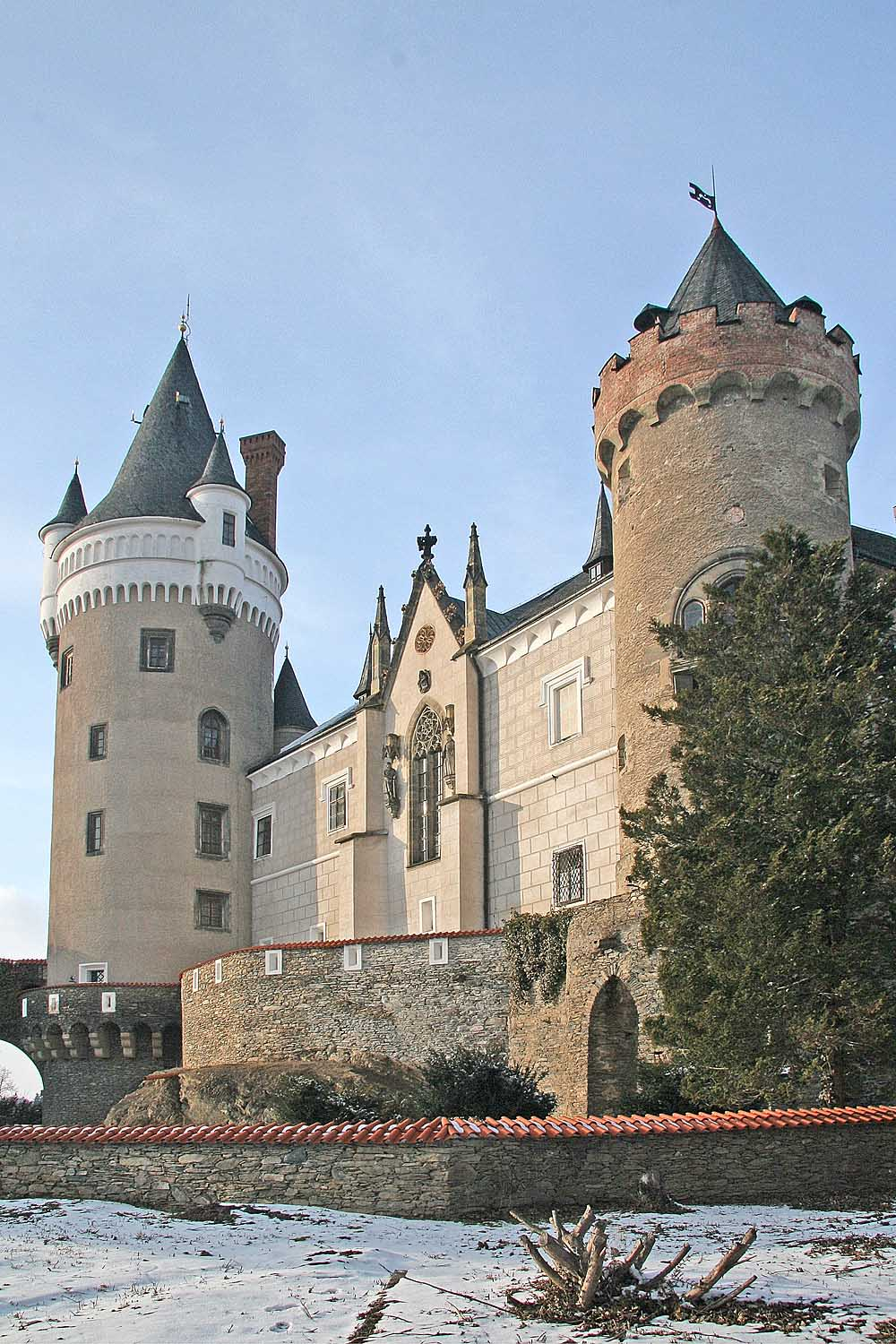
Жлєби
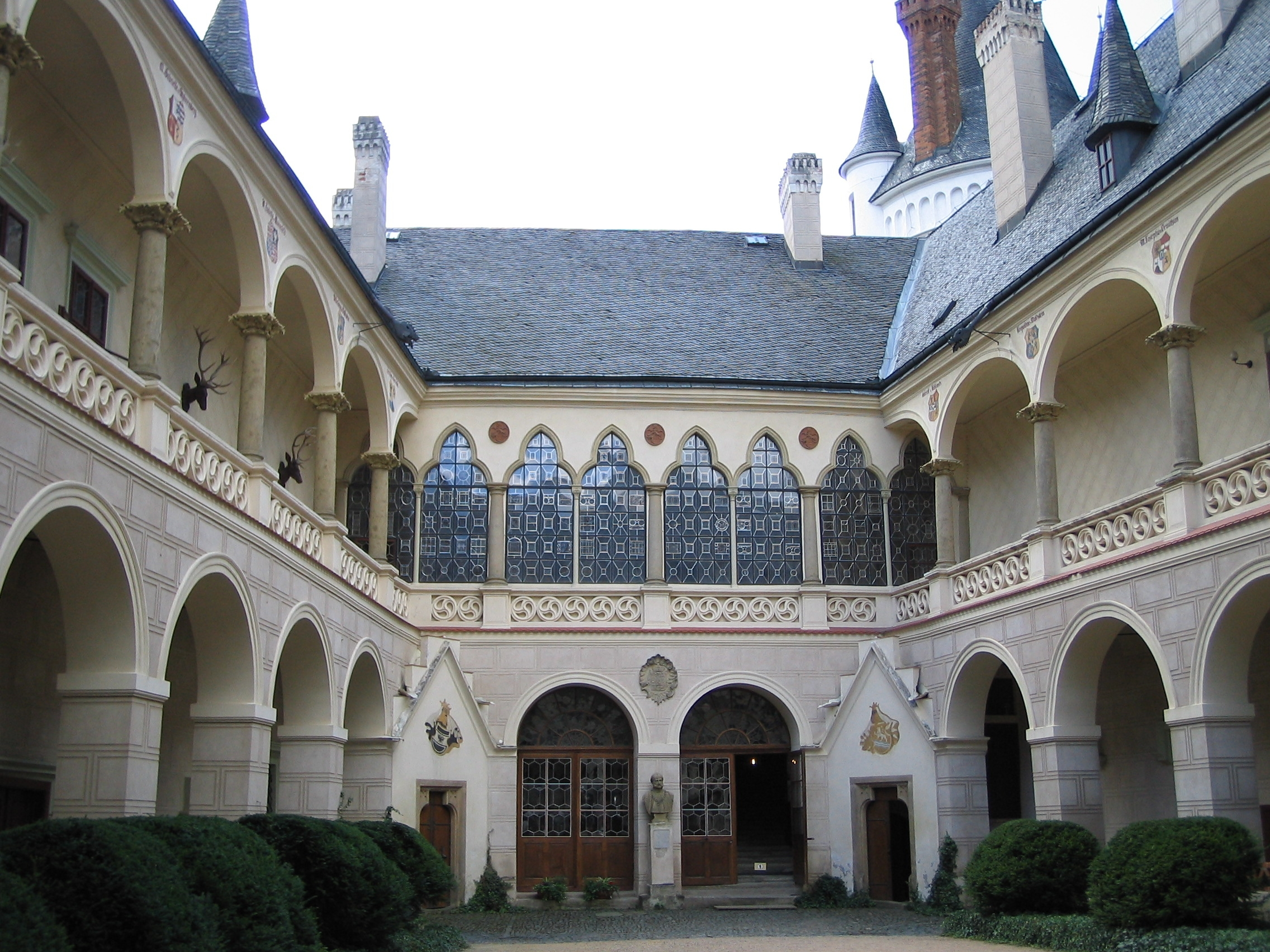
Внутрішній дворик замку Жлєби

- Жинкови
- Замок Жлєби
- Внутрішній дворик замку Жлєби

### З
- Забрех
- Закупи (замок)
- Замрск
- Збраслав
- Злін

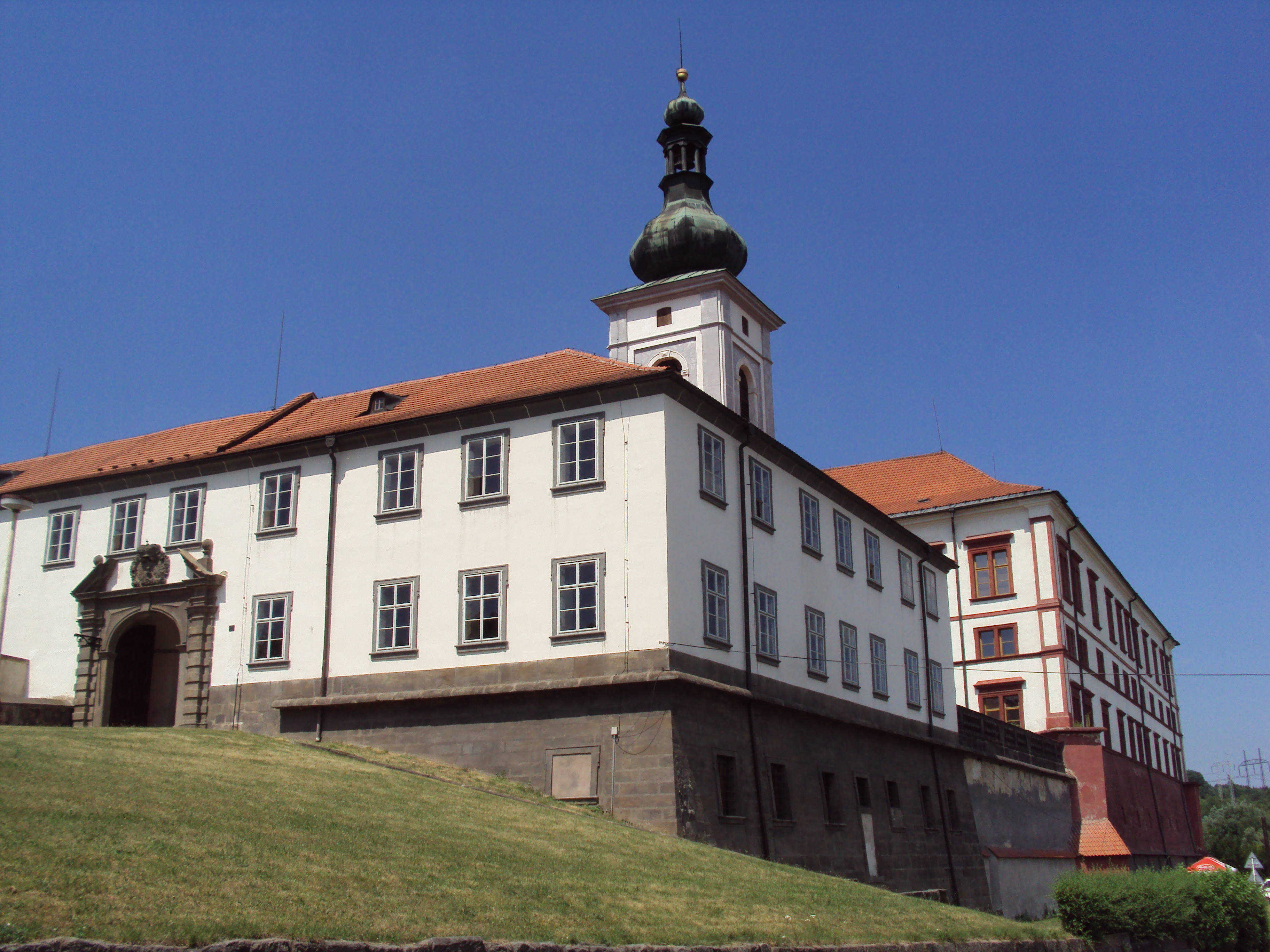
Замок Закупи
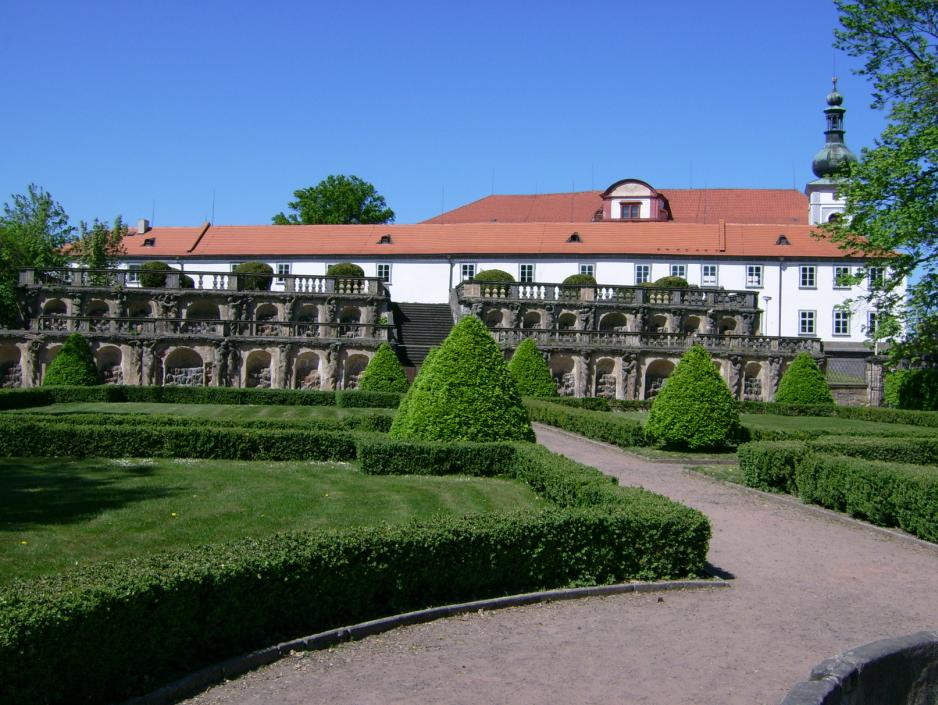
Замок Закупи, сад бароко( Французький сад )
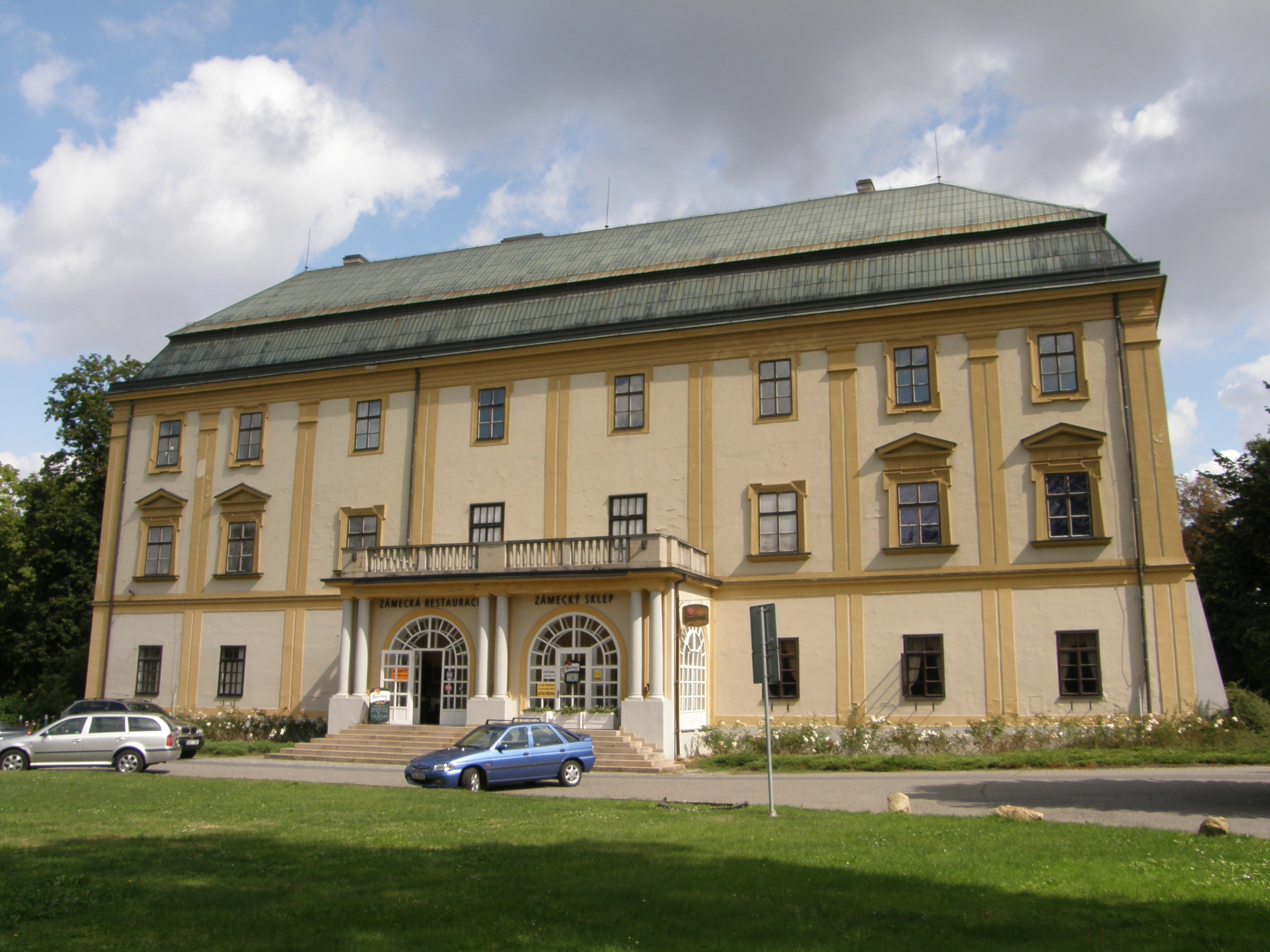
Замок Злін

### Ї

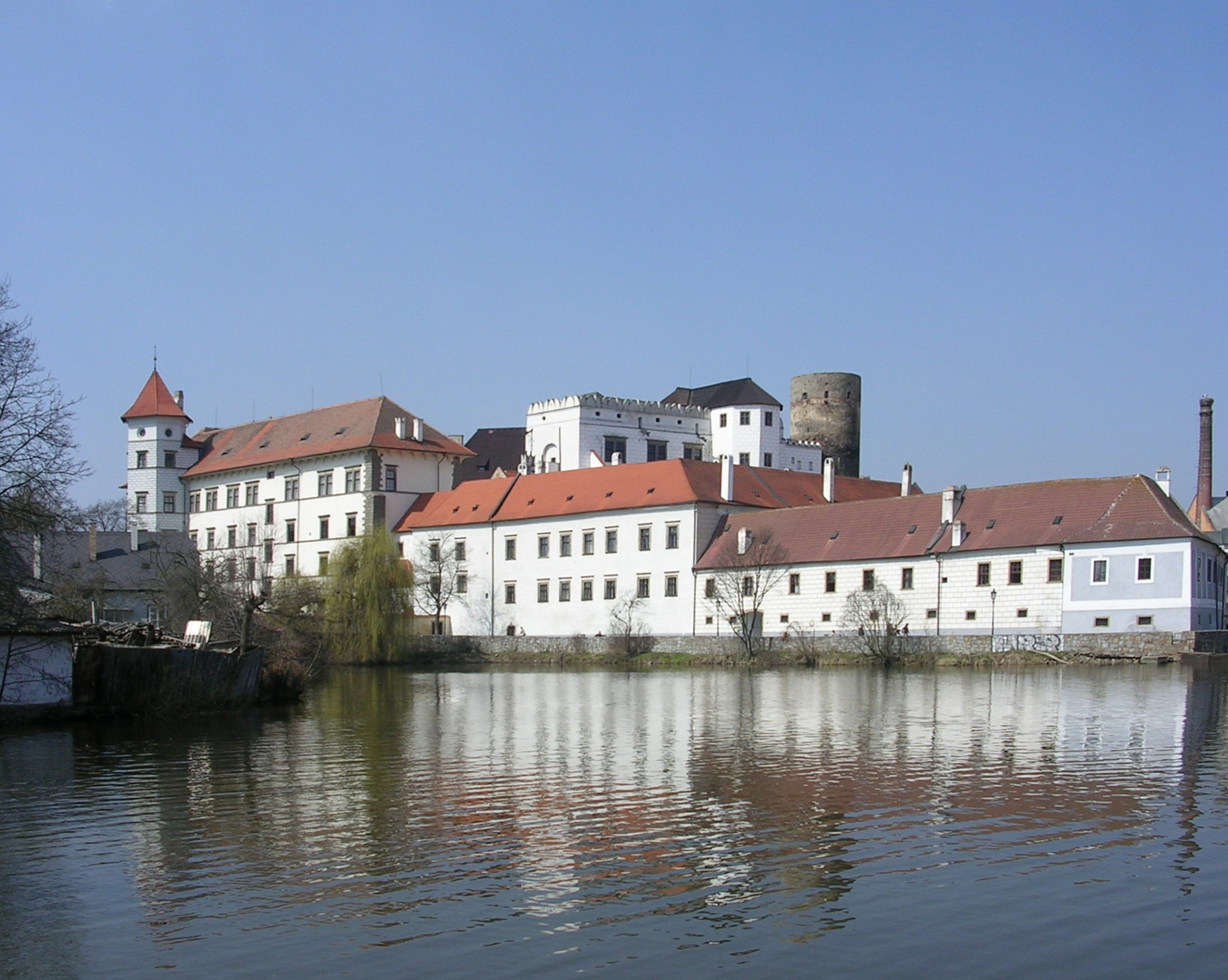
Їндржихув Градец
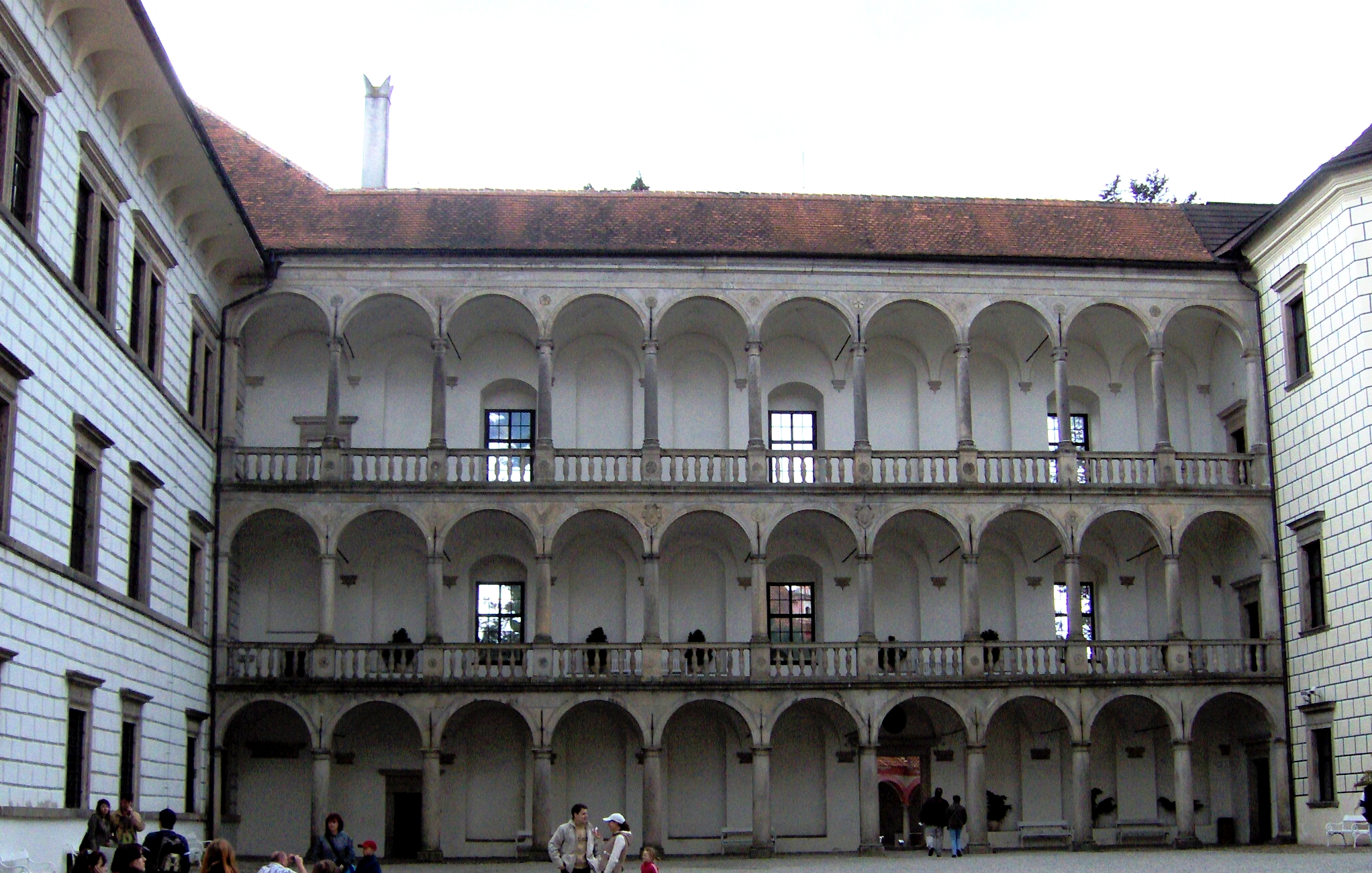
Двір з аркадами
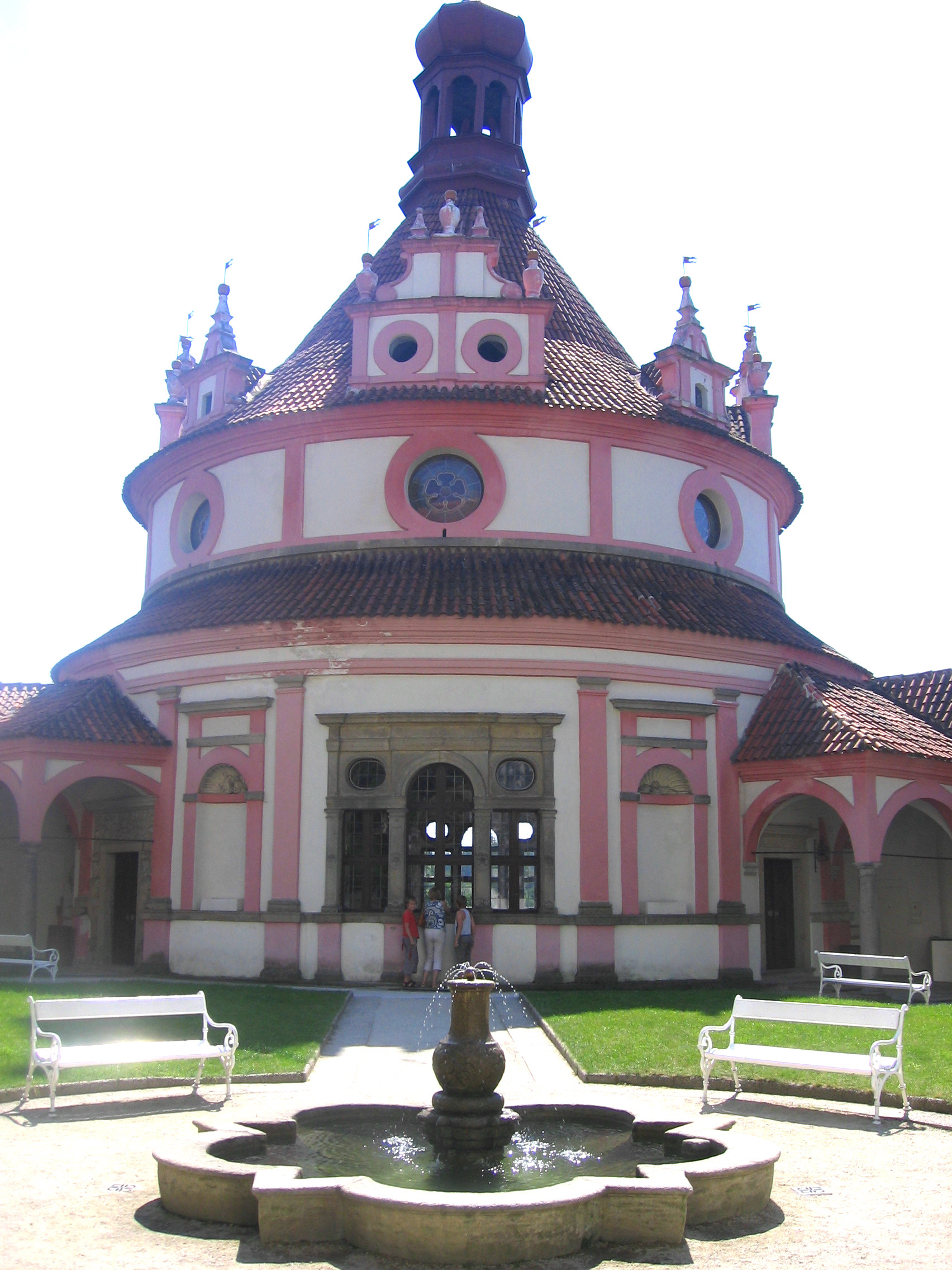
Замкова ротонда
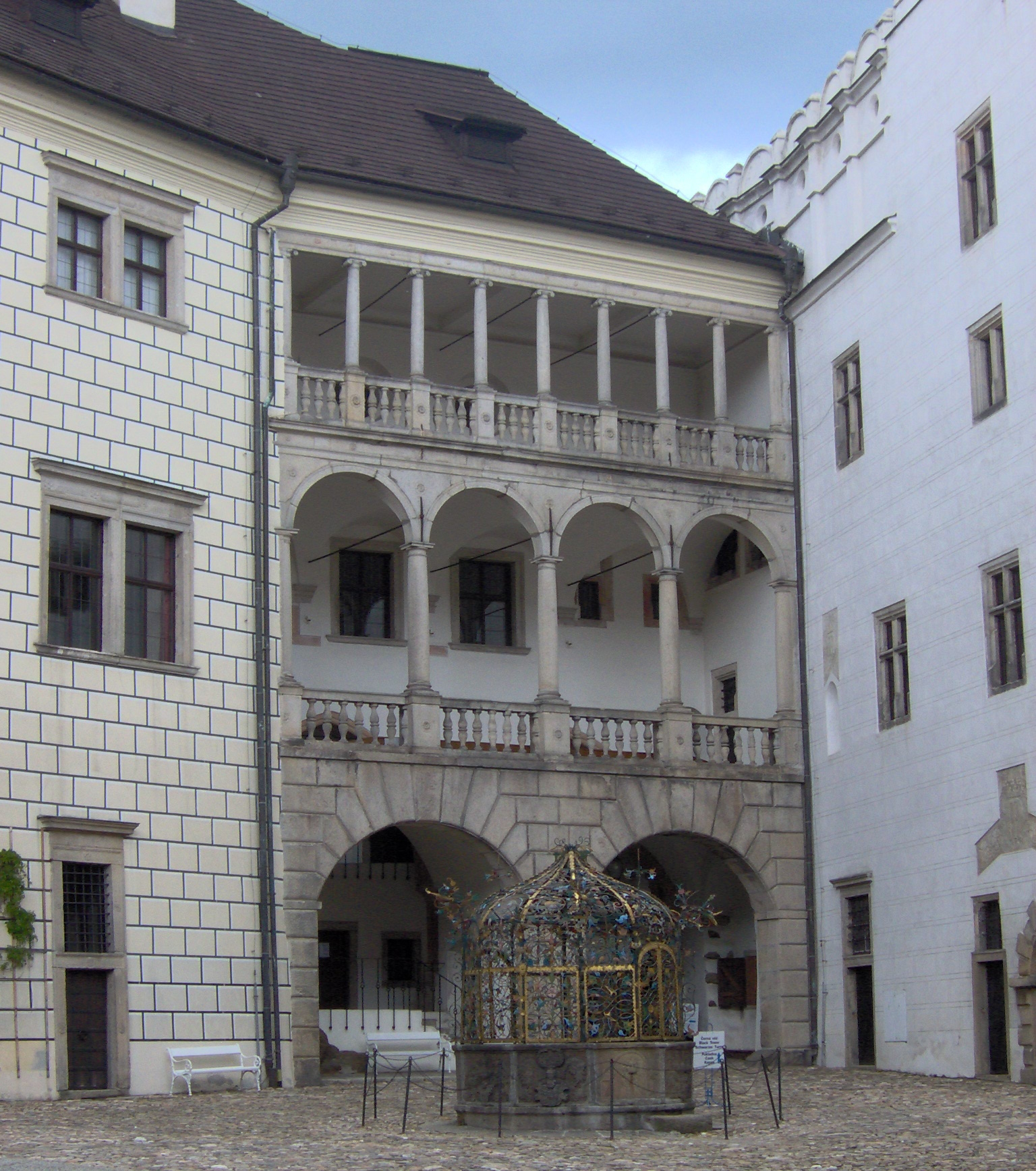
колодязь на подвір'ї

- Їчіневес
- Їндржихов

- Їндржихув Градец
- Двір з аркадами
- Замкова ротонда
- колодязь на подвір'ї

### К

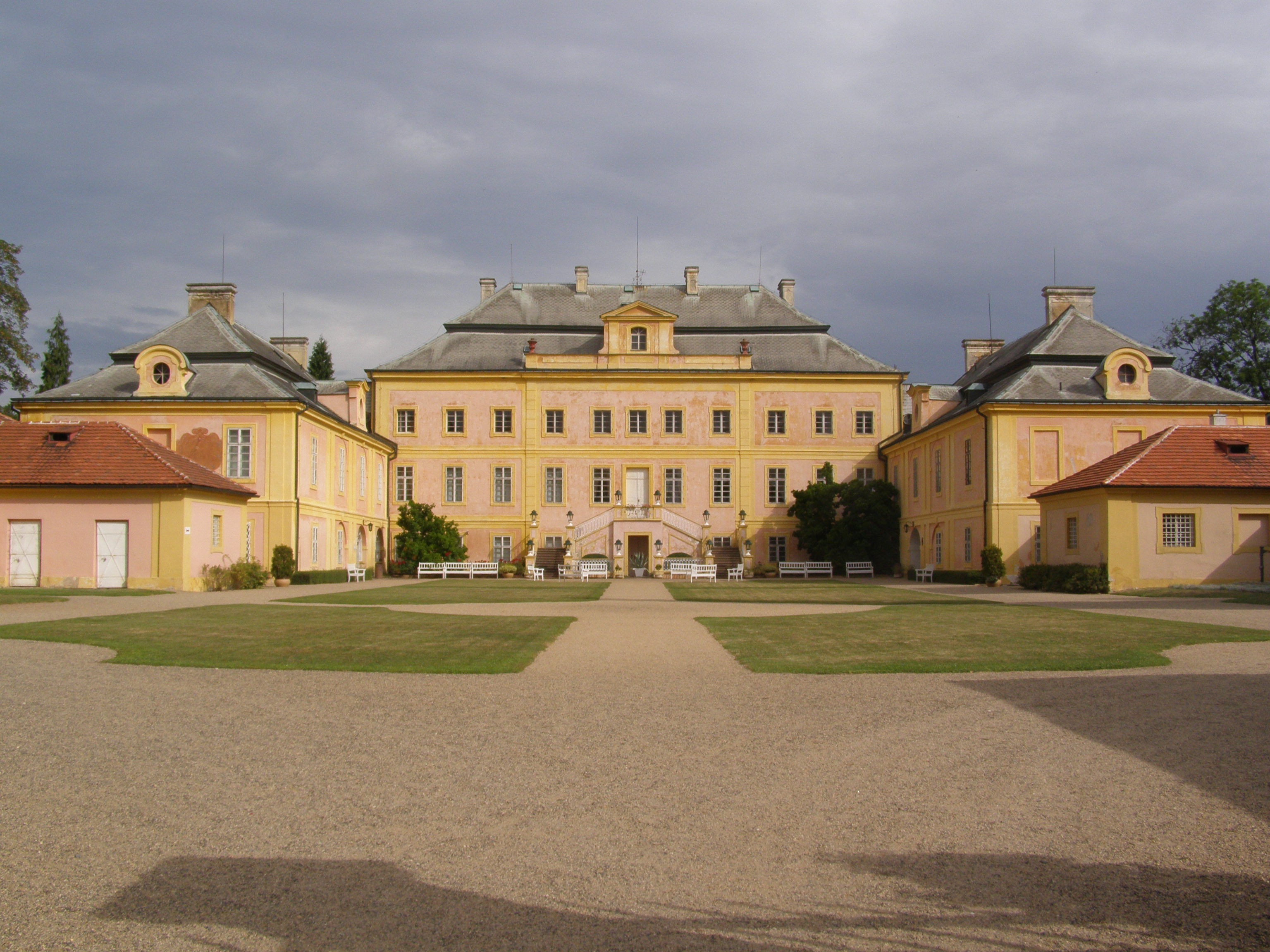
Красни Двур

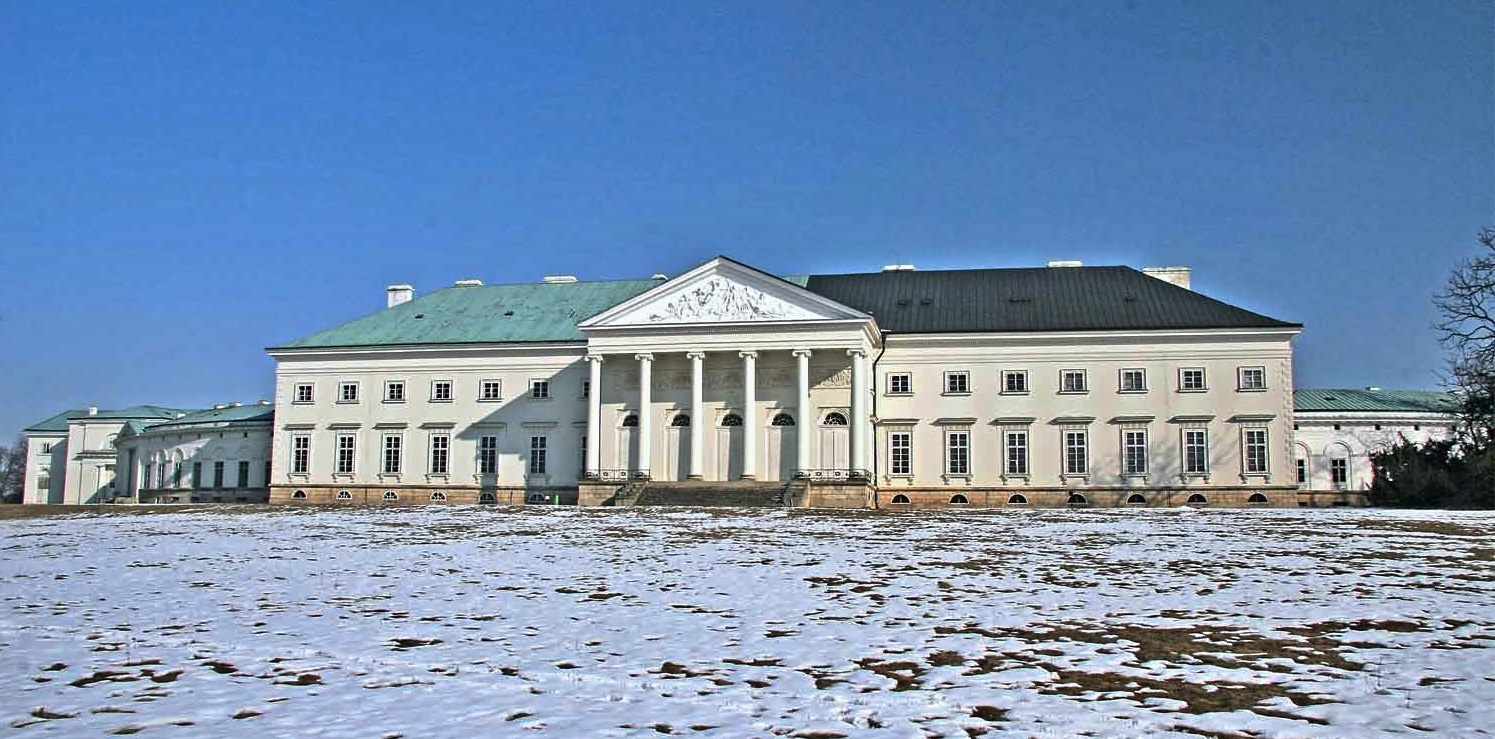
Замок Качіна, фасад на паркову галявину взимку

- Карлова Коруна

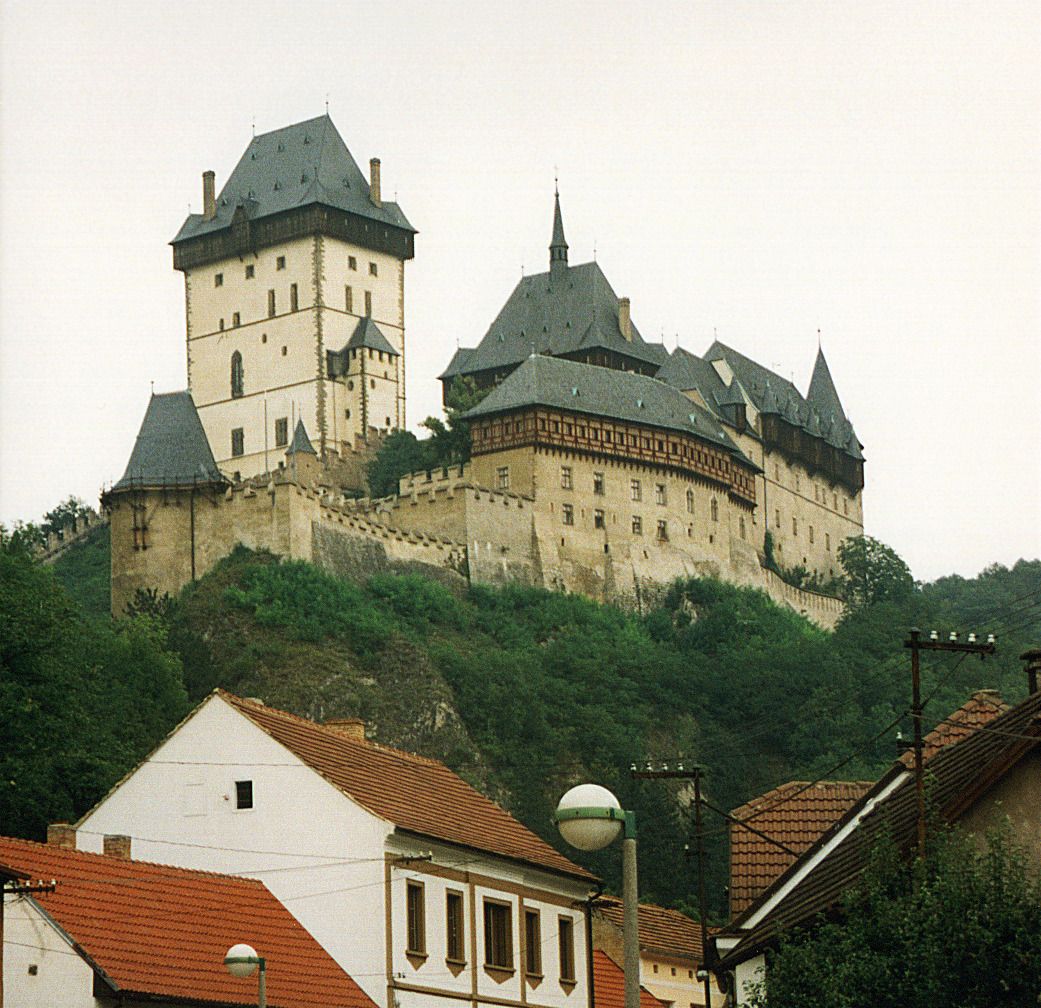
Карлштейн
- Качеров
- Качіна
- Кінжварт
- Коморні Градек
- Космоноси
- Кошатки
- Кукс
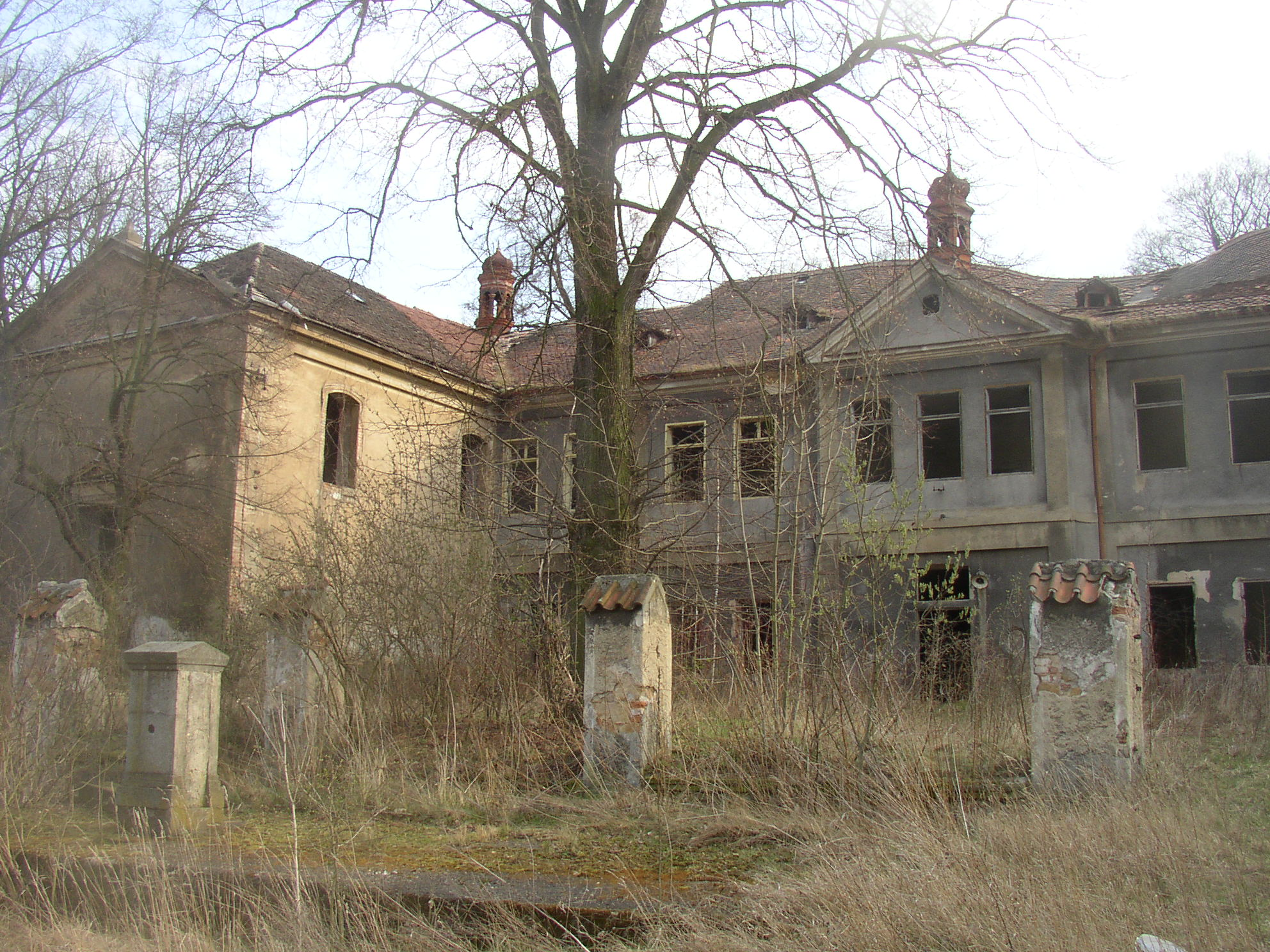
Замок Козел
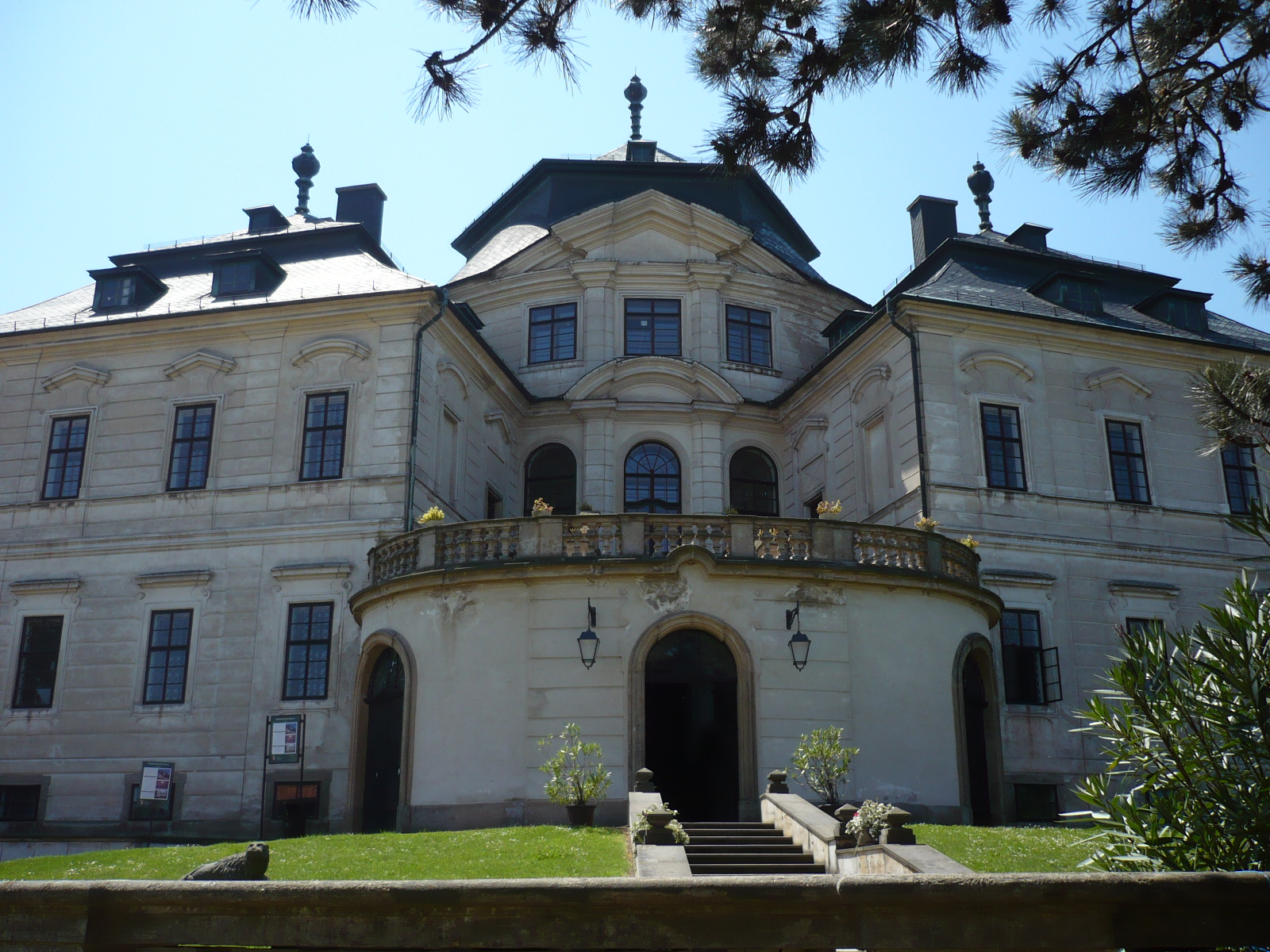
Карлова Коруна

- Замок Колец
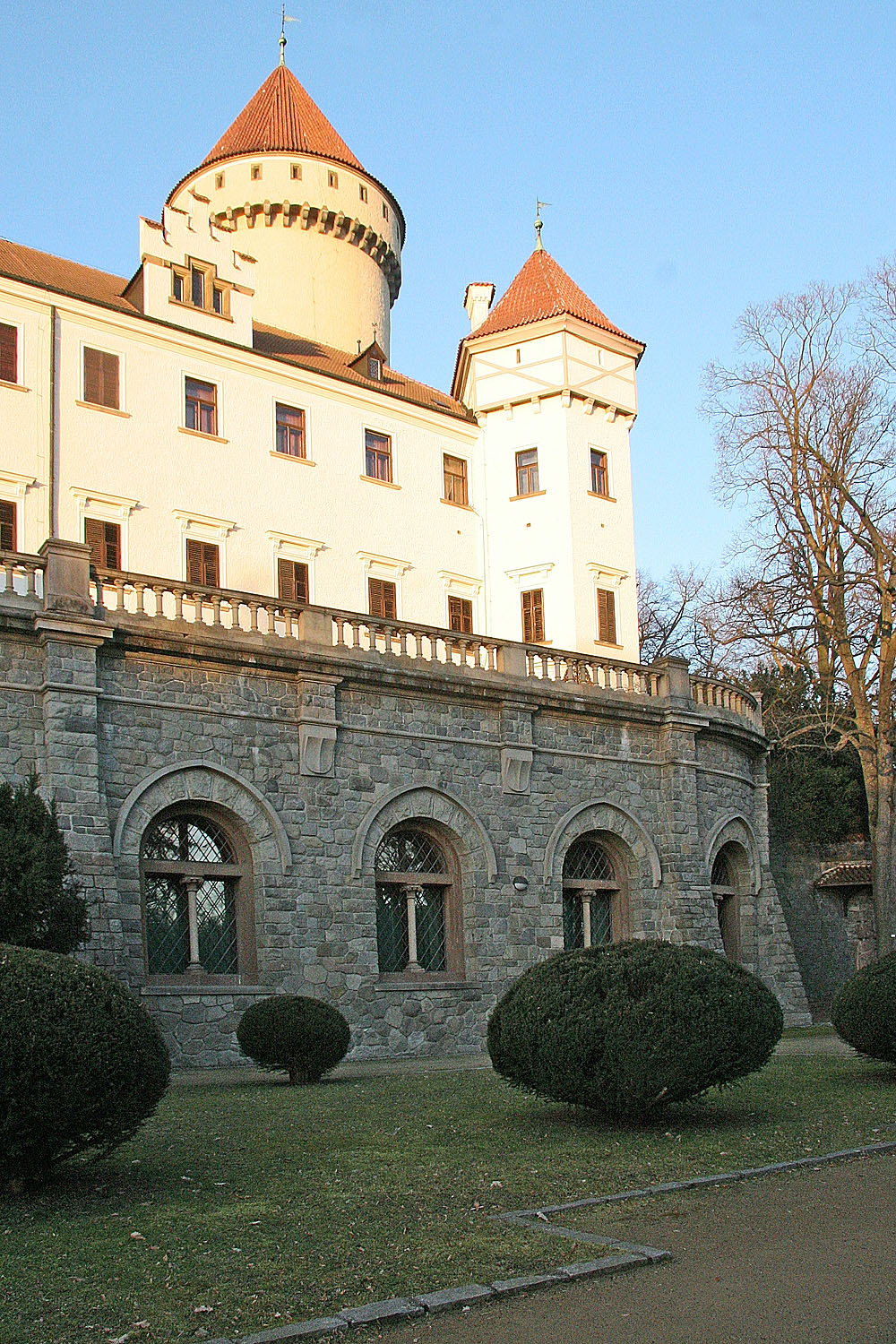
Конопіште
- Краварж
- Кралув Друр
- Красни Двур
- Краварж
- Кромержиж
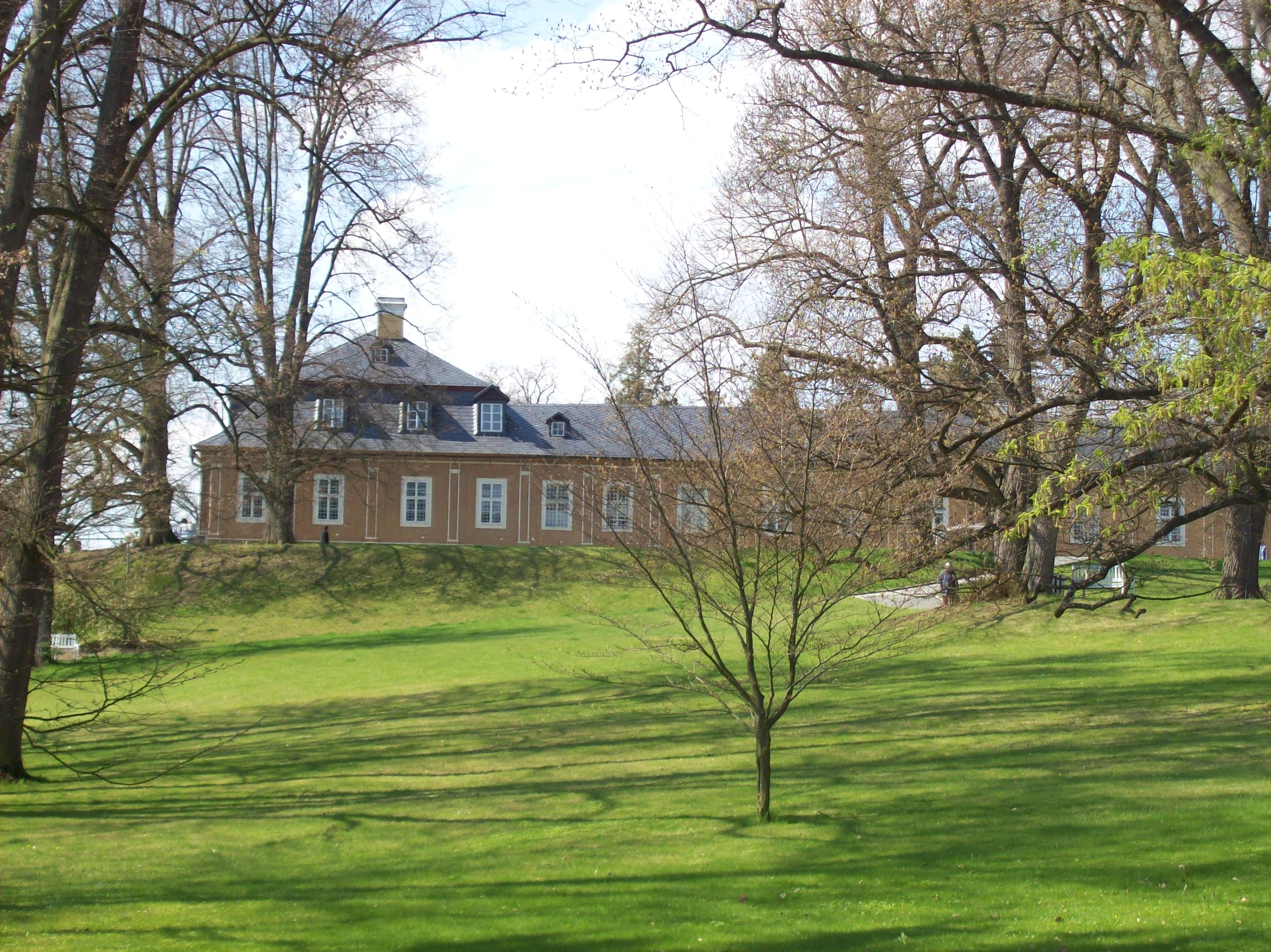
Крумловський замок
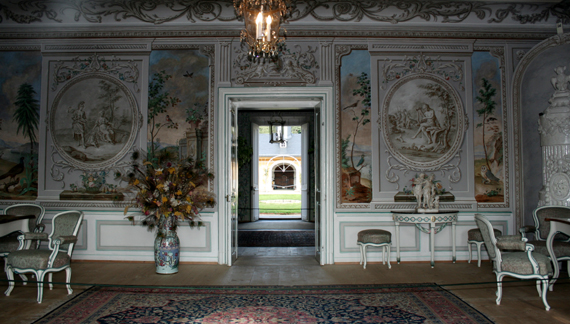
Замок Козел, зала в стилі класицизм

- Кунін
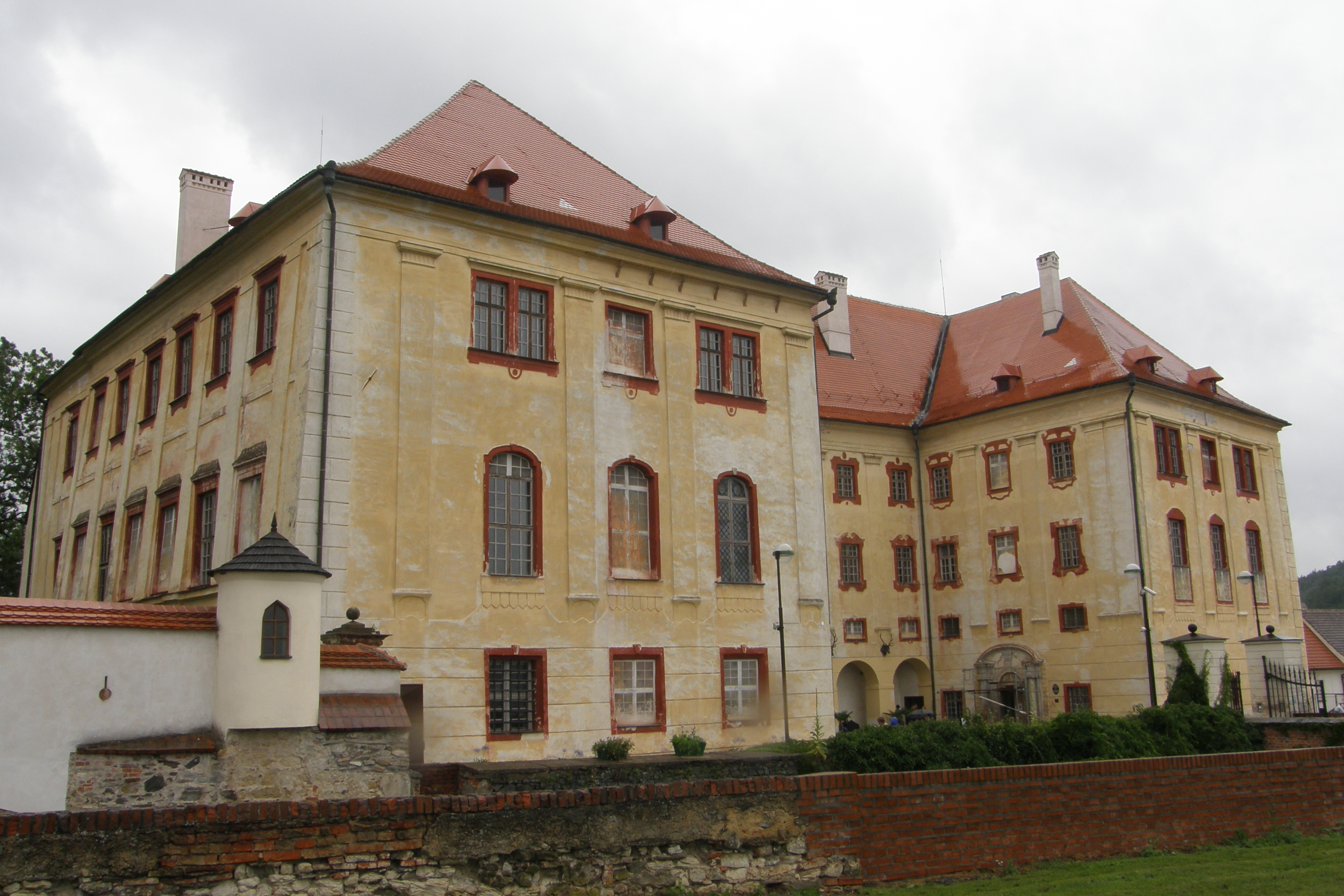
Замок Кунштат
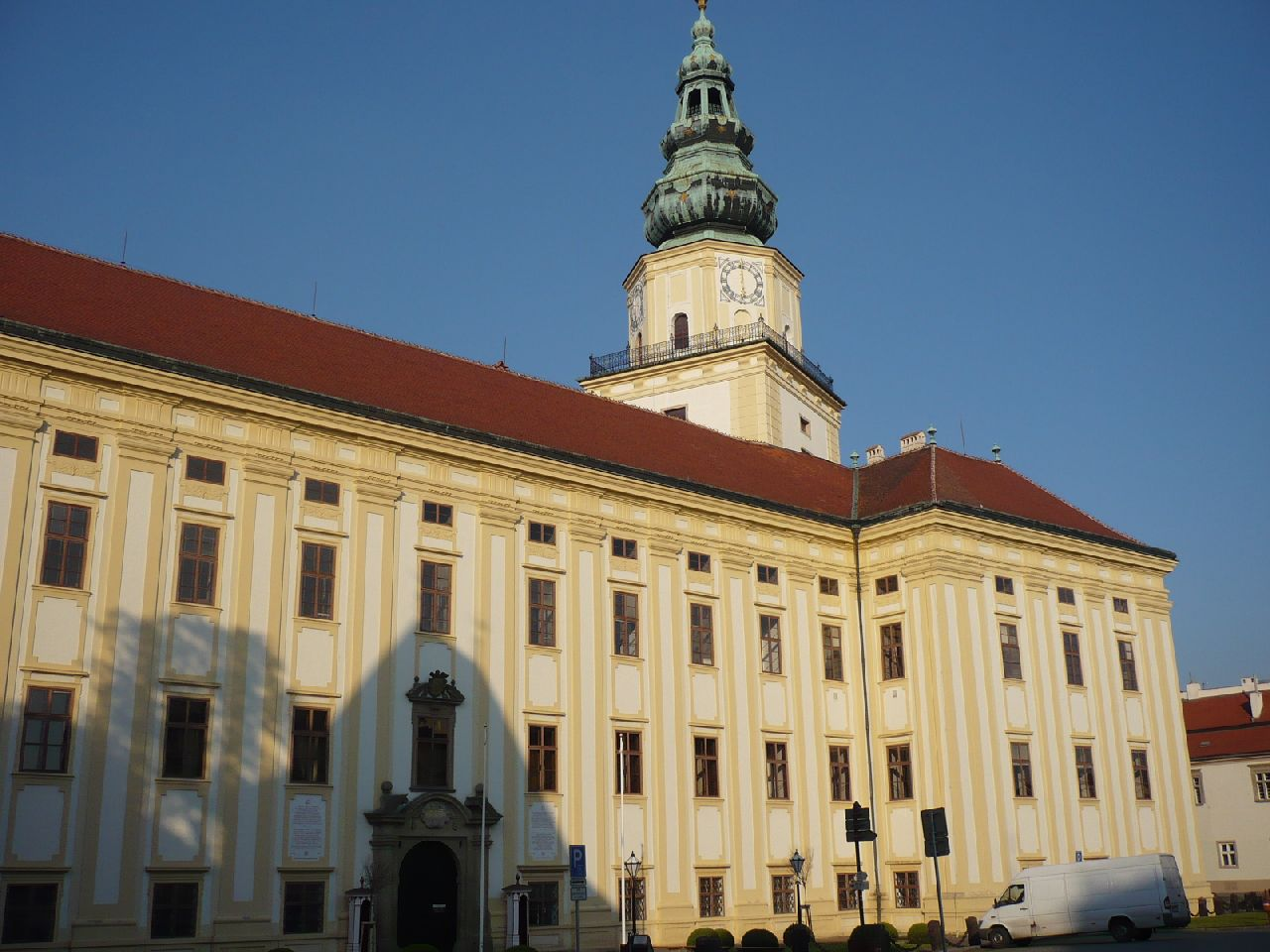
Кромержиж

- Карлштейн
- Замок Колец
- Карлова Коруна
- Конопіште
- Замок Козел
- Замок Козел, зала в стилі класицизм
- Замок Кунштат
- Кромержиж

### Л

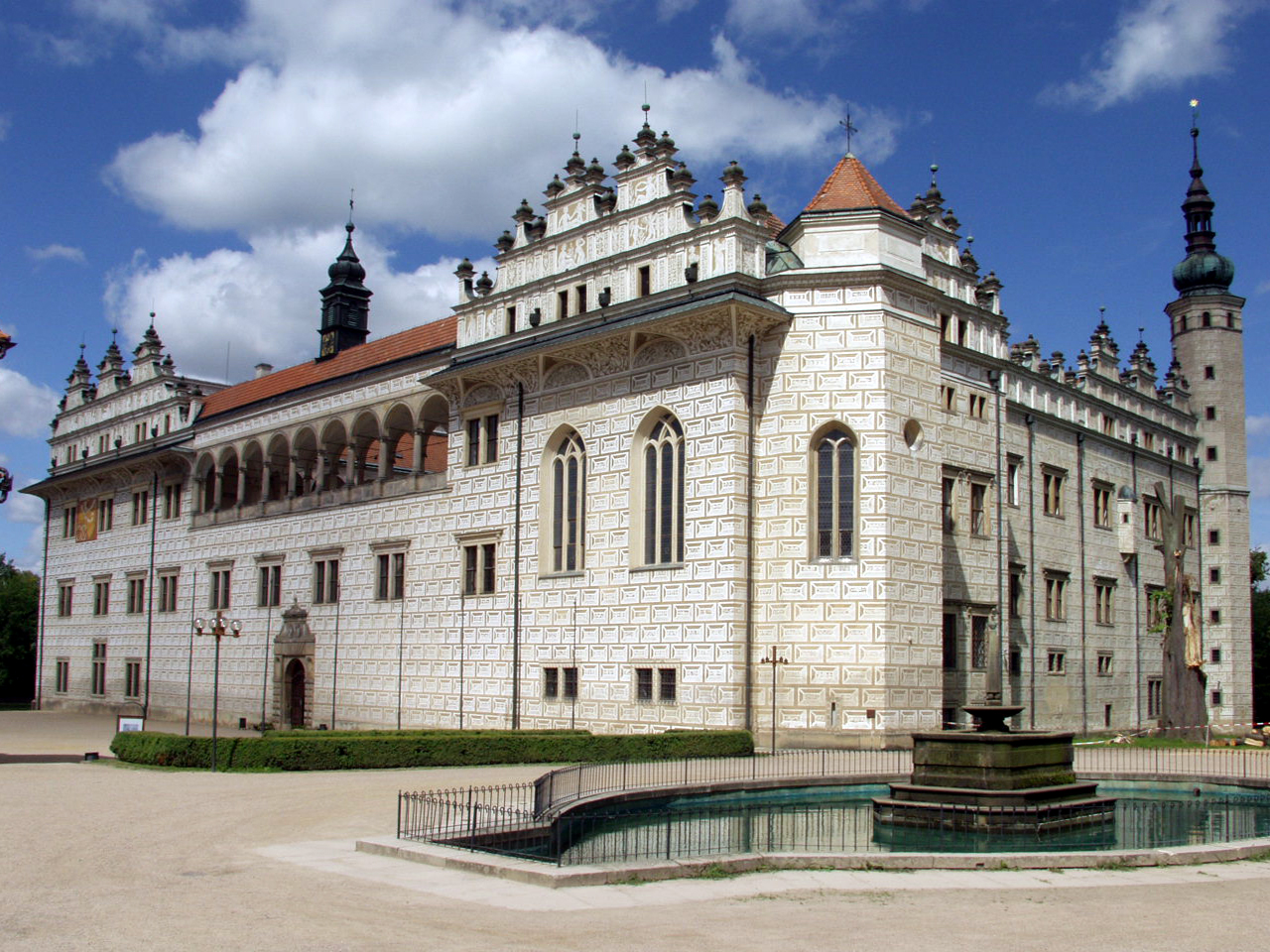
Літомишль, фасад

- Лазен
- Лани
- Ланшкроун
- Ледніце
- Лемберк
- Лєтовіце
- Лешна
- Ліба
- Ліберец
- Лібен
- Лібехов
- Лібліце
- Лібоховіце
- Замок Лісіце
- Ліпник-над-Бечвой
- Локет
- Лота Рапотіна
- Лошани
- Льчовіце
- Літомишльський замок
- Літультовіце
- Льнаре
- Лоучна-над-Десной

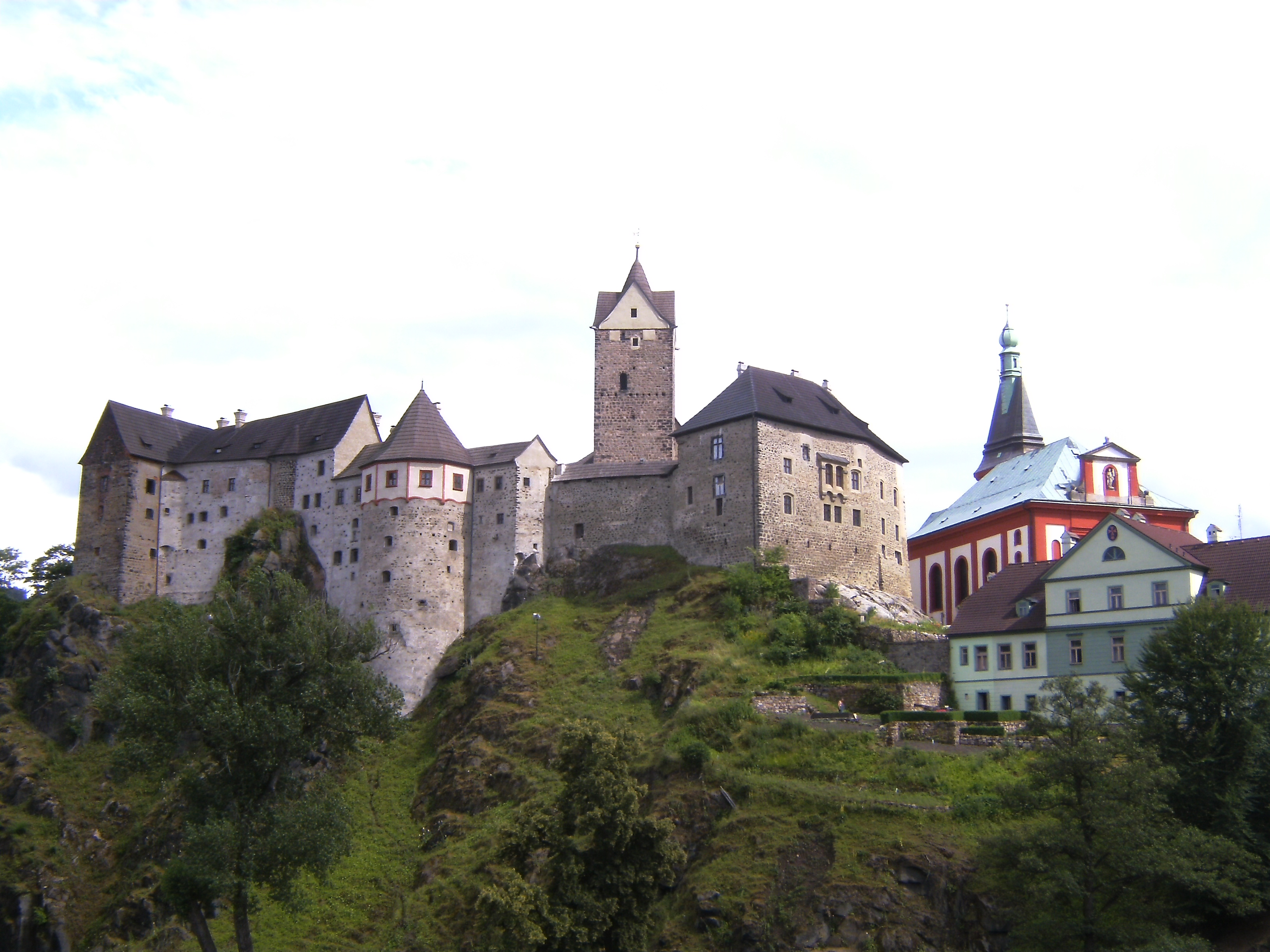
Готичний замок Локет
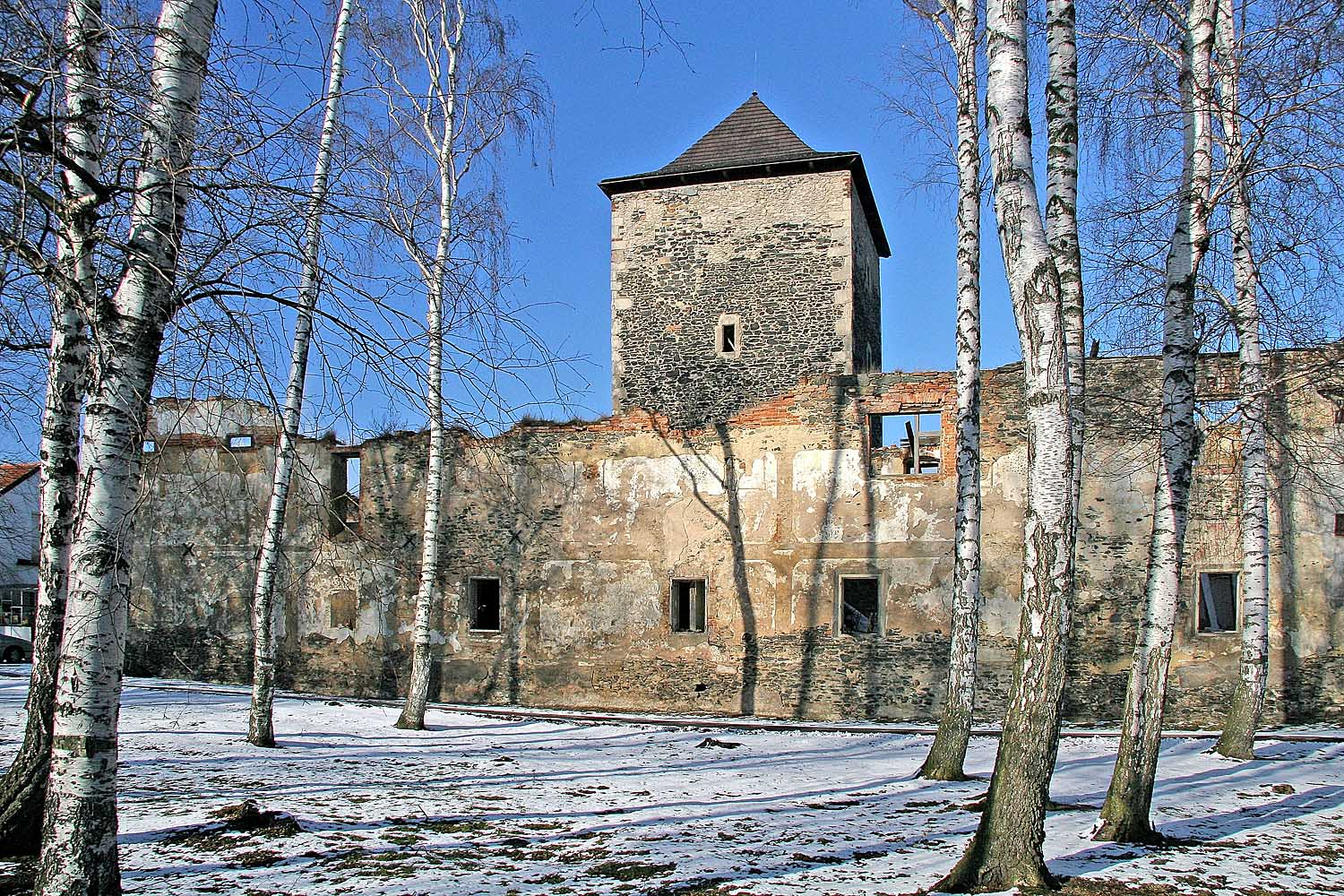
Лошани
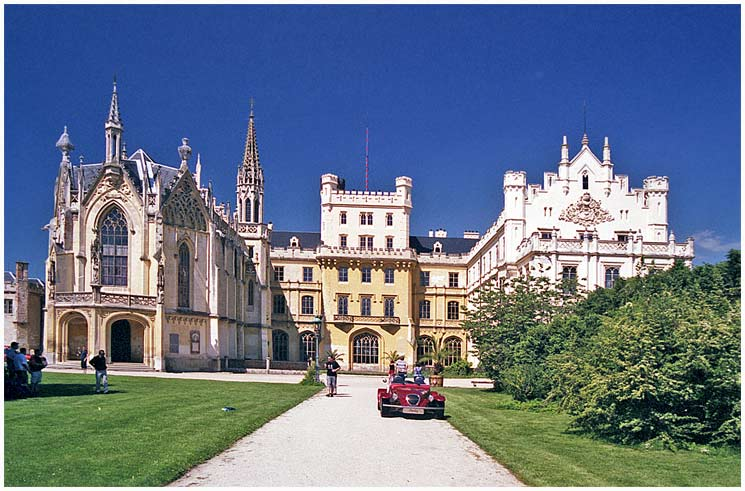
Замок Ледніце
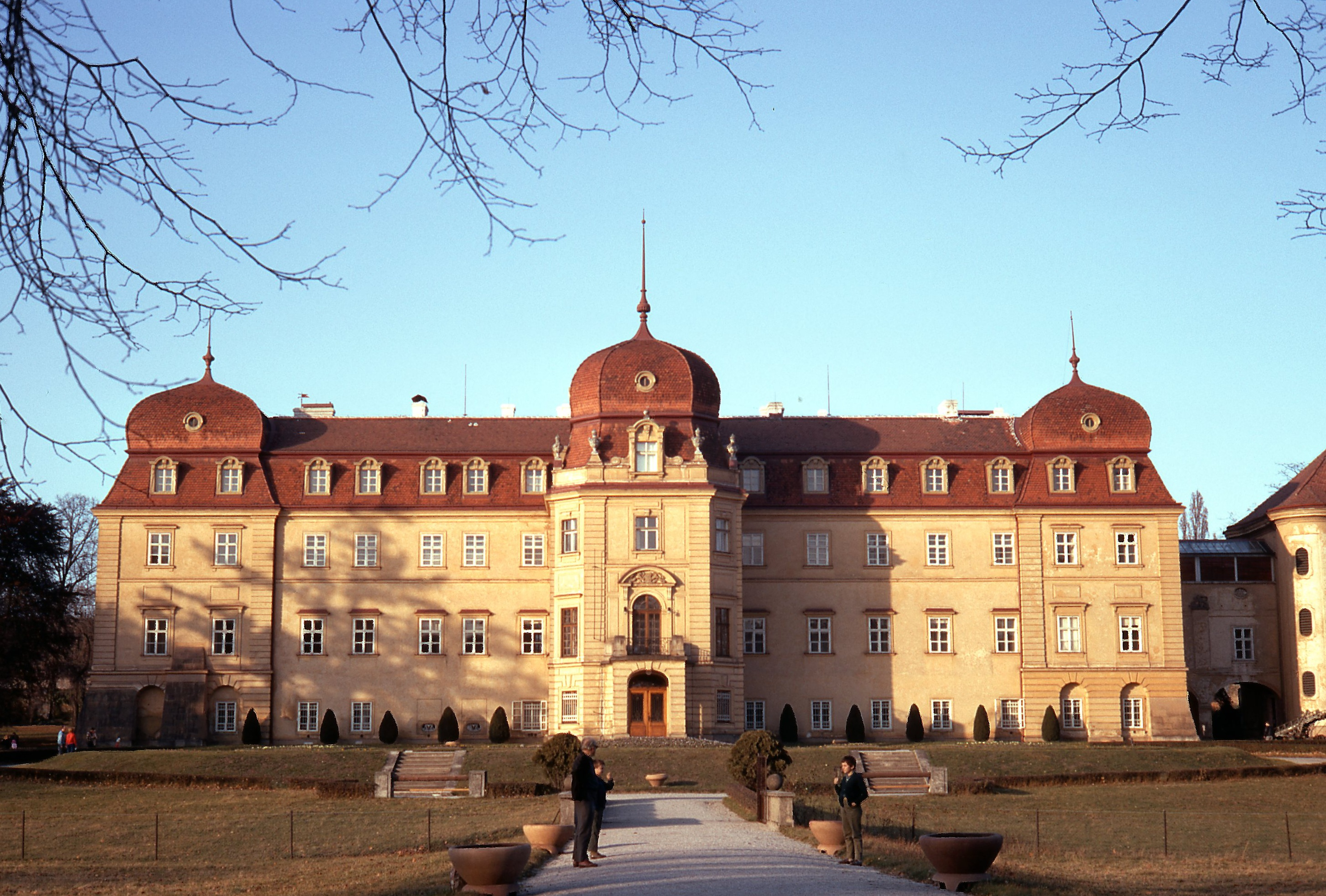
Замок Лани
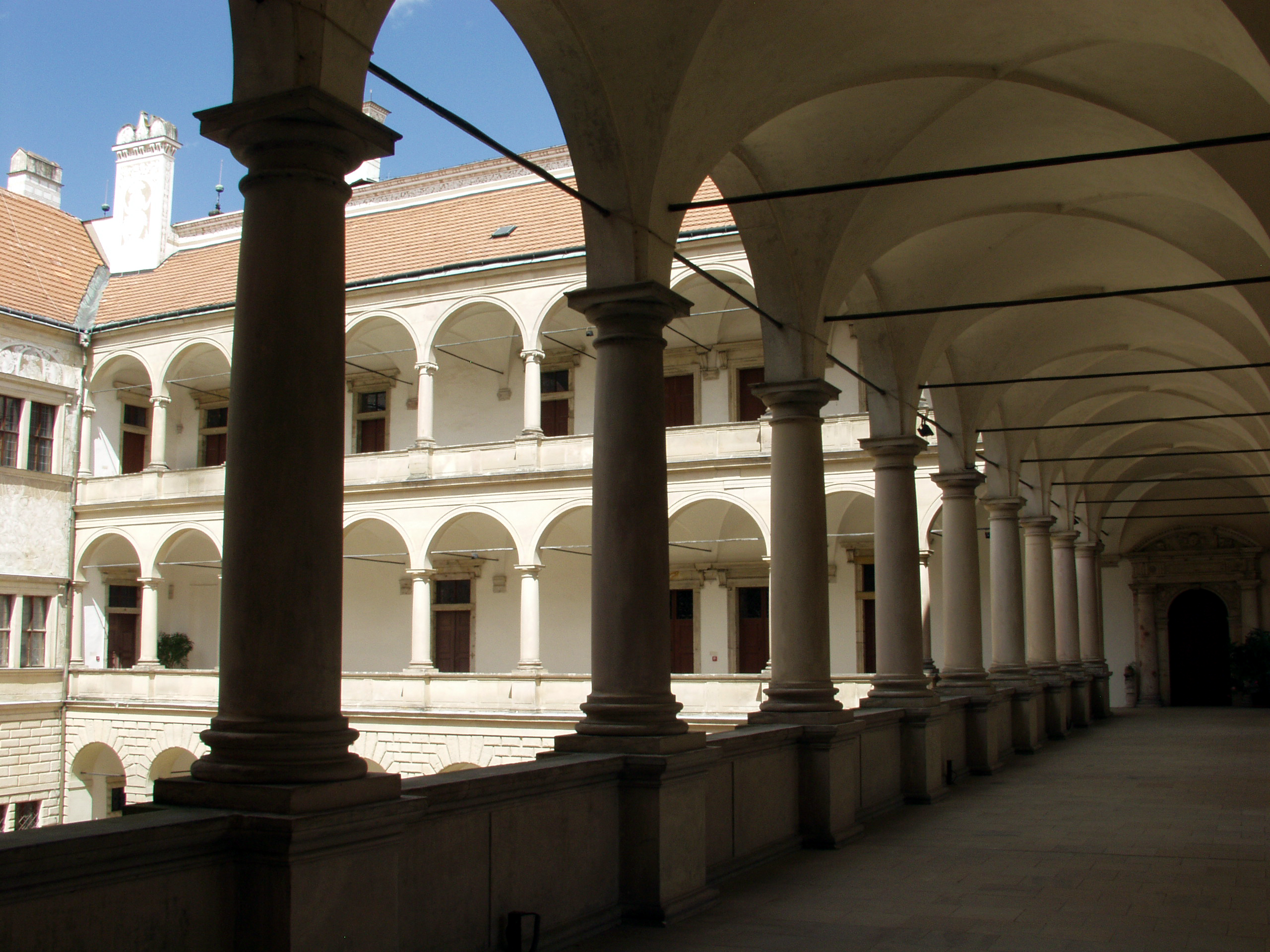
Замок Літомишль, аркада
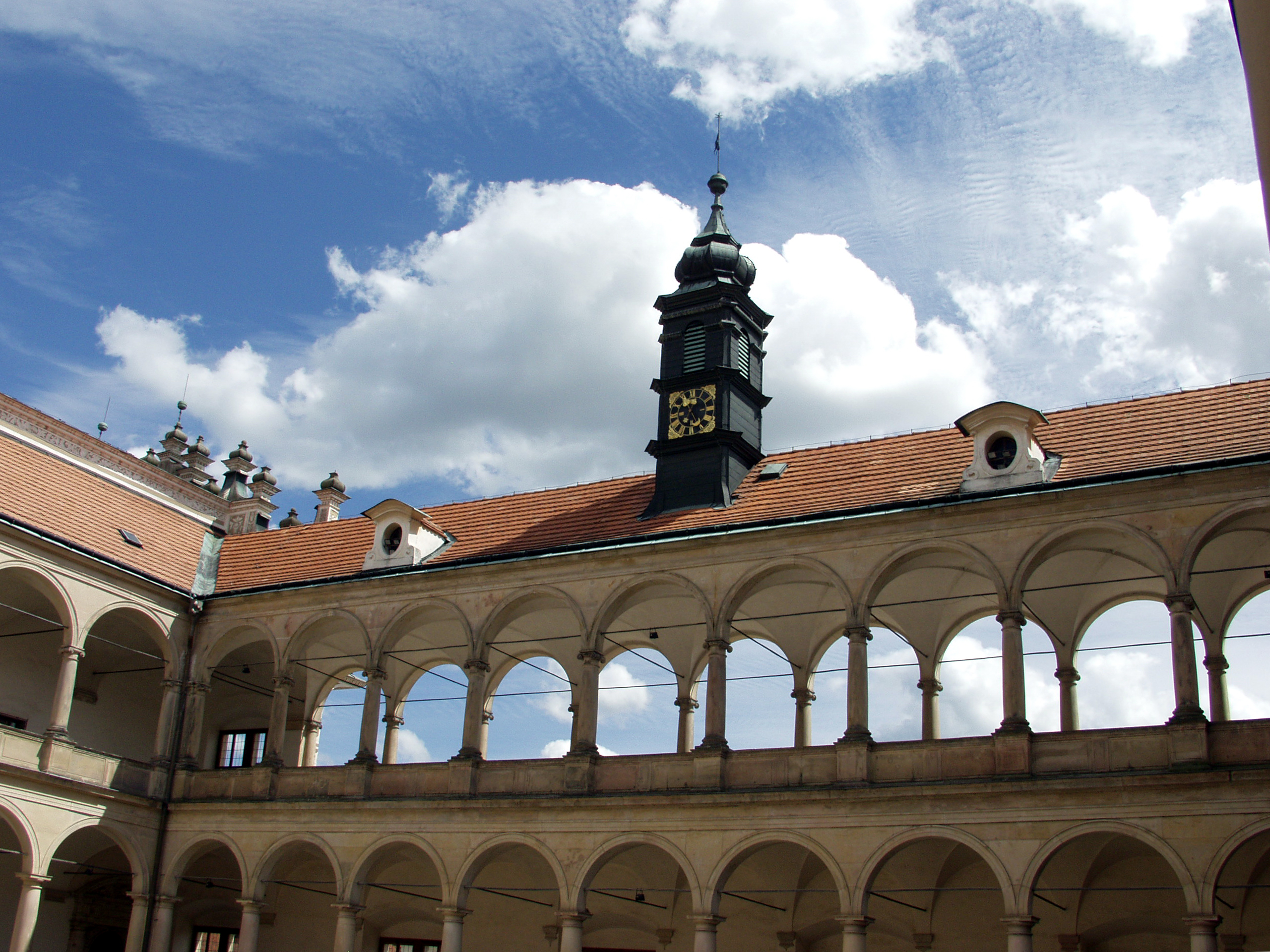
Літомишль, аркада
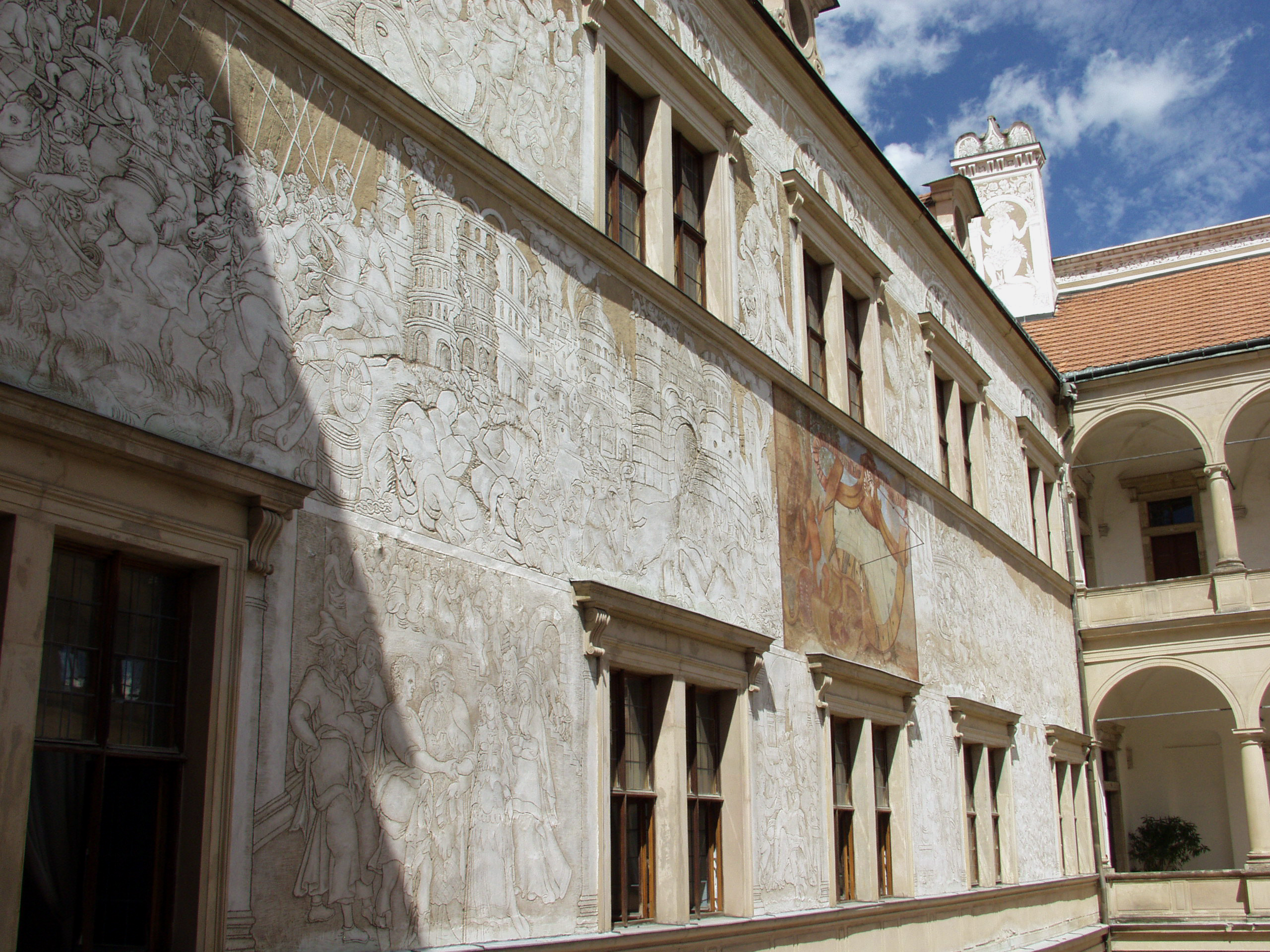
Фрески на фасаді
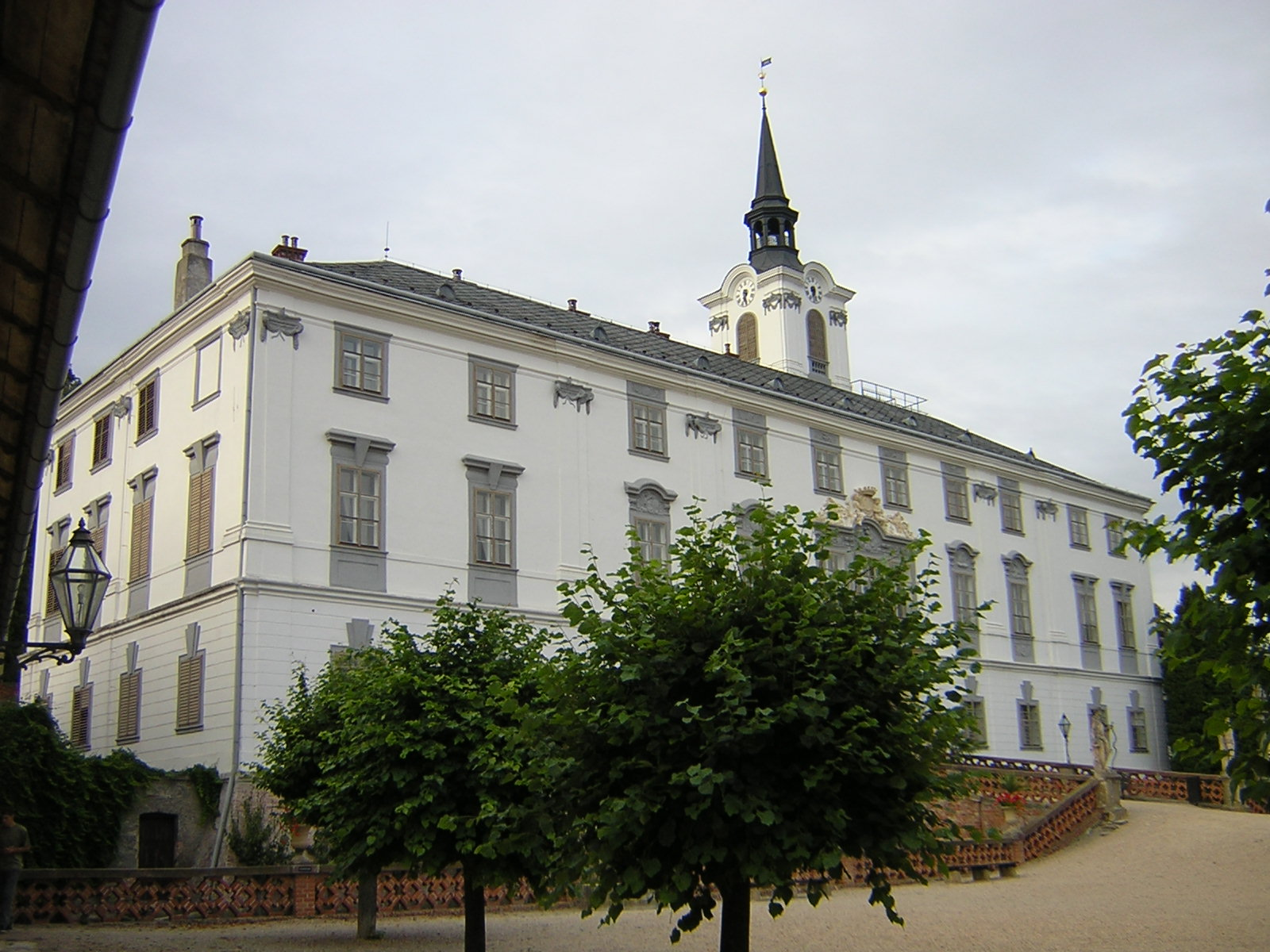
Замок Лісіце, фасад

### М

Замок Мілотіце

- Манетін
- Мелник
- Мечін
- Мешице

Замок Мілотіце
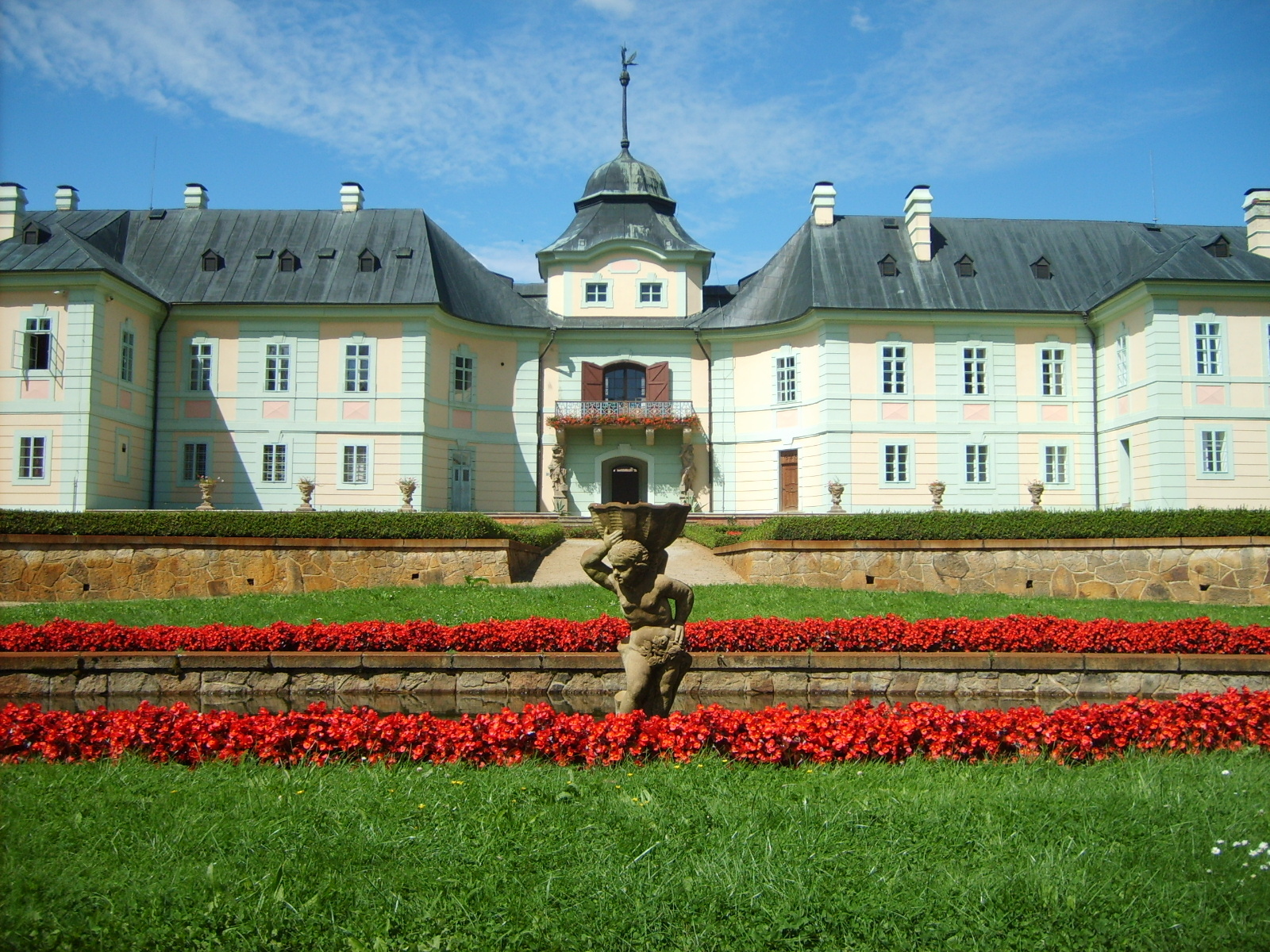
Манетін
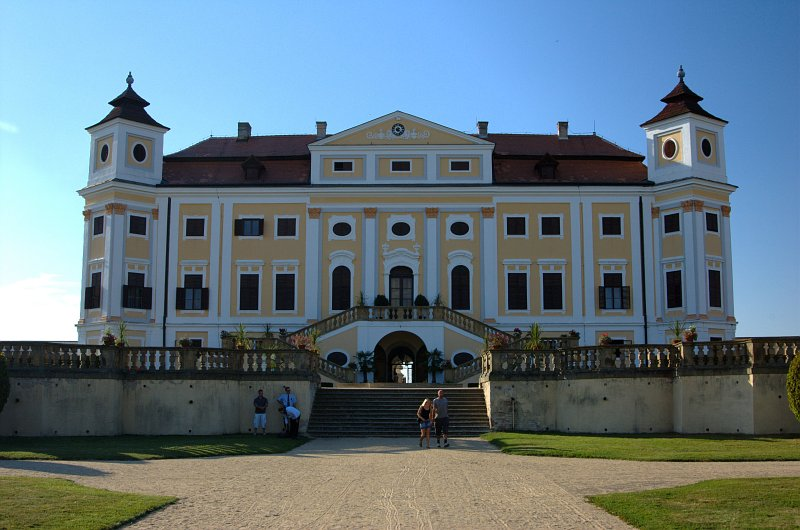
Мілотіце

- Міросов
- Замок Мікулов
- Мостів
Мніхово Градіште

- Замок Мікулов
- Манетін
- Мілотіце
- Мніхово Градіште

### Н

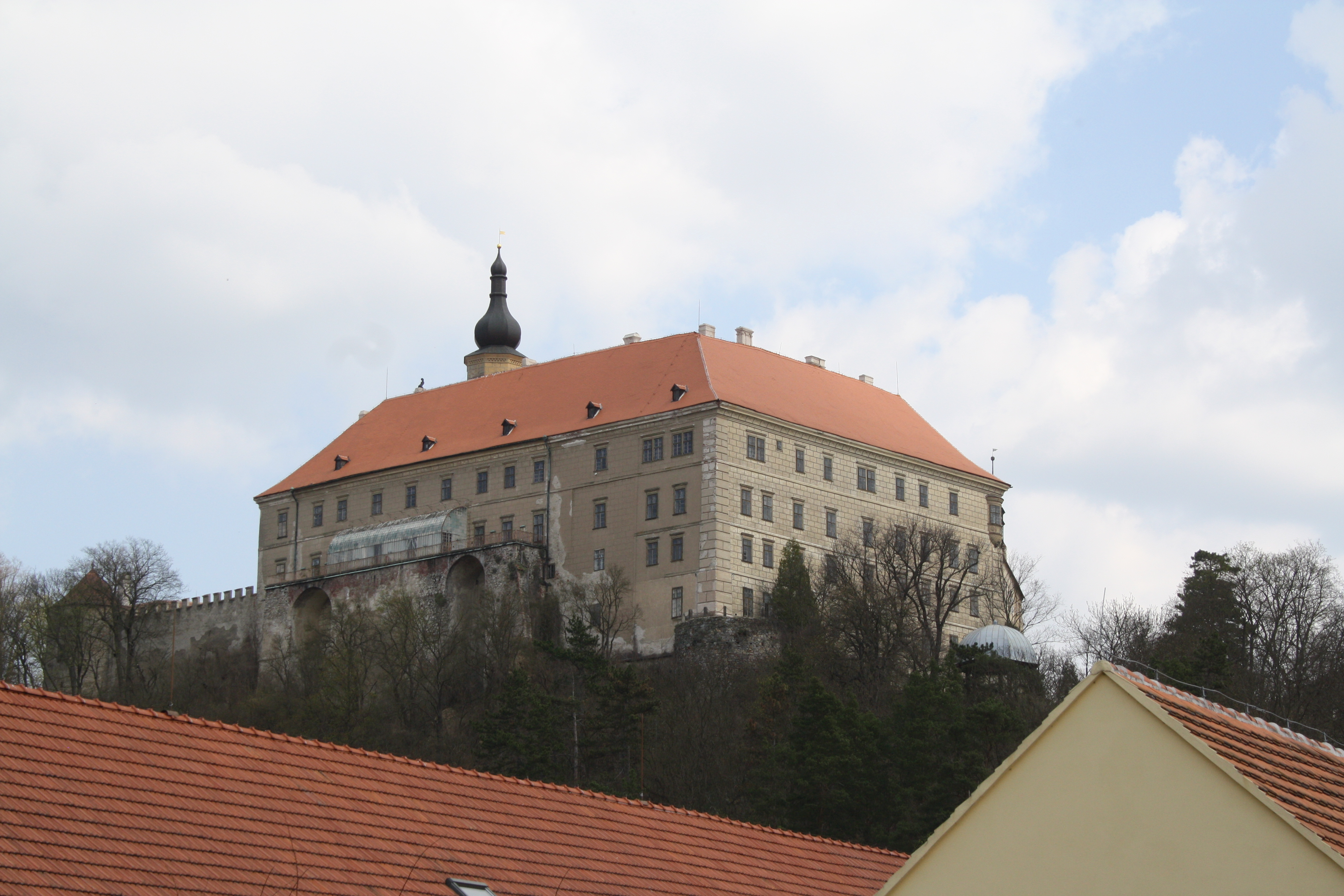
Намешт на Ославой

- Наход
- Намешт-на-Ханє
- Намешт-на-Ославой
- Небілови
- Нелагозевес
- Немаржице
- Нава Лоука
- Нове Гради
- Нове Замкі при Літовлі
- Нові Берштейн
- Нові Светлов
- Нові Замек

### О
- Одолєна Вода
- Ограда
- Опочно
- Орлик над Влтавою
- Озек
- Озельце
- Ославани
- Озов

### П
- Пардубіце
- Петіпси
- Плавець
- Замок Плосковіце
- Плумлов
- Подебрадський замок
- Полна
- Поглед
- Поханско
- Пршеров
- Пржибіслав
- Прухоніце

### Р
- Рожмберк
- Радешин
- радунь
- Рачіце
- Ратай
- Ратіборжіце
- Розтоки
- Ріхнов-над-Кнєжной

### С
- Садек
- Свойшице
- Скалско
- Скулков (Шкулков)

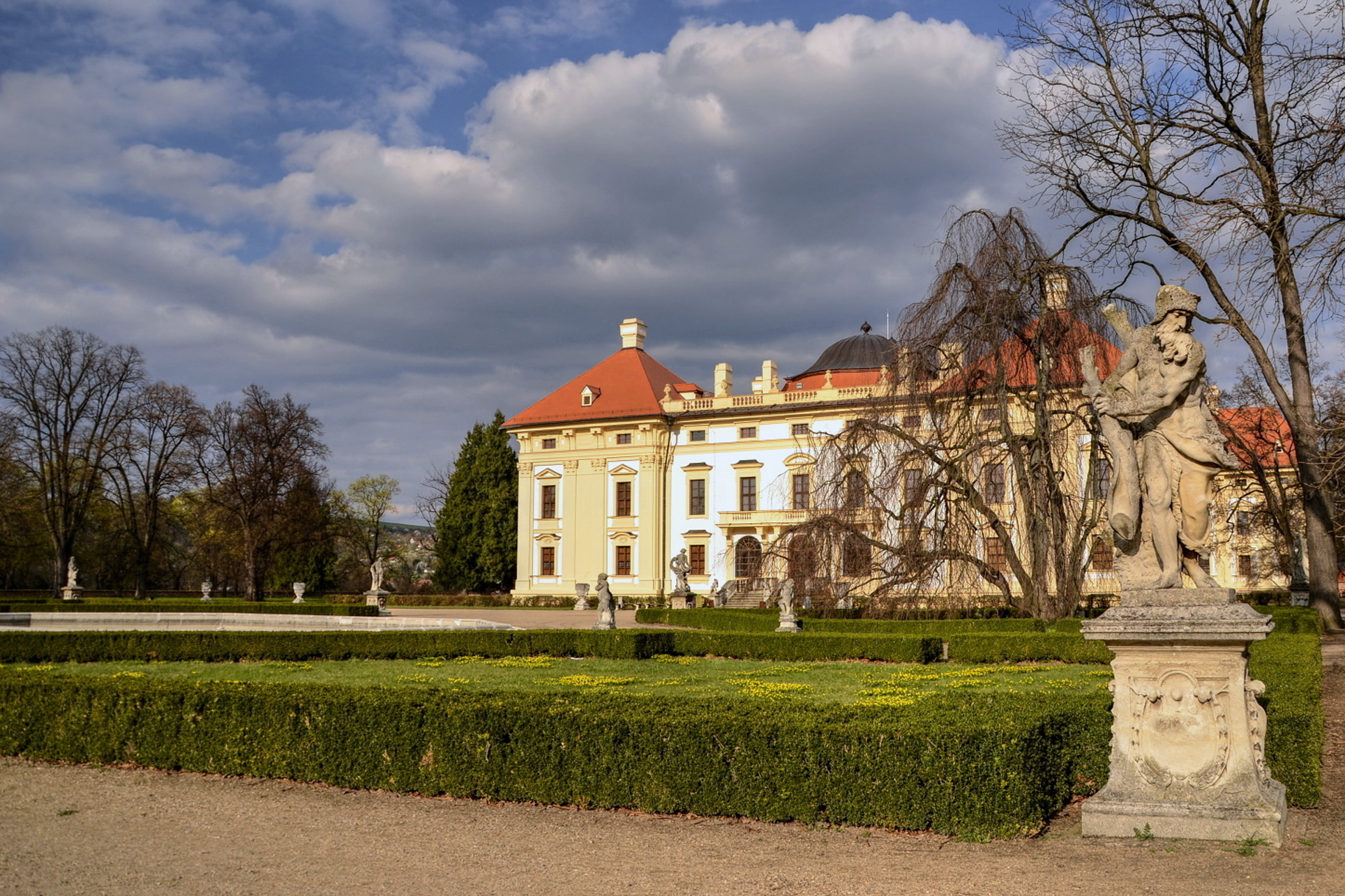
Палац Славков-у-Брна
- Слоупно
- Смечно
- Соколов
- Стари Грознятов
- Стари Пруд
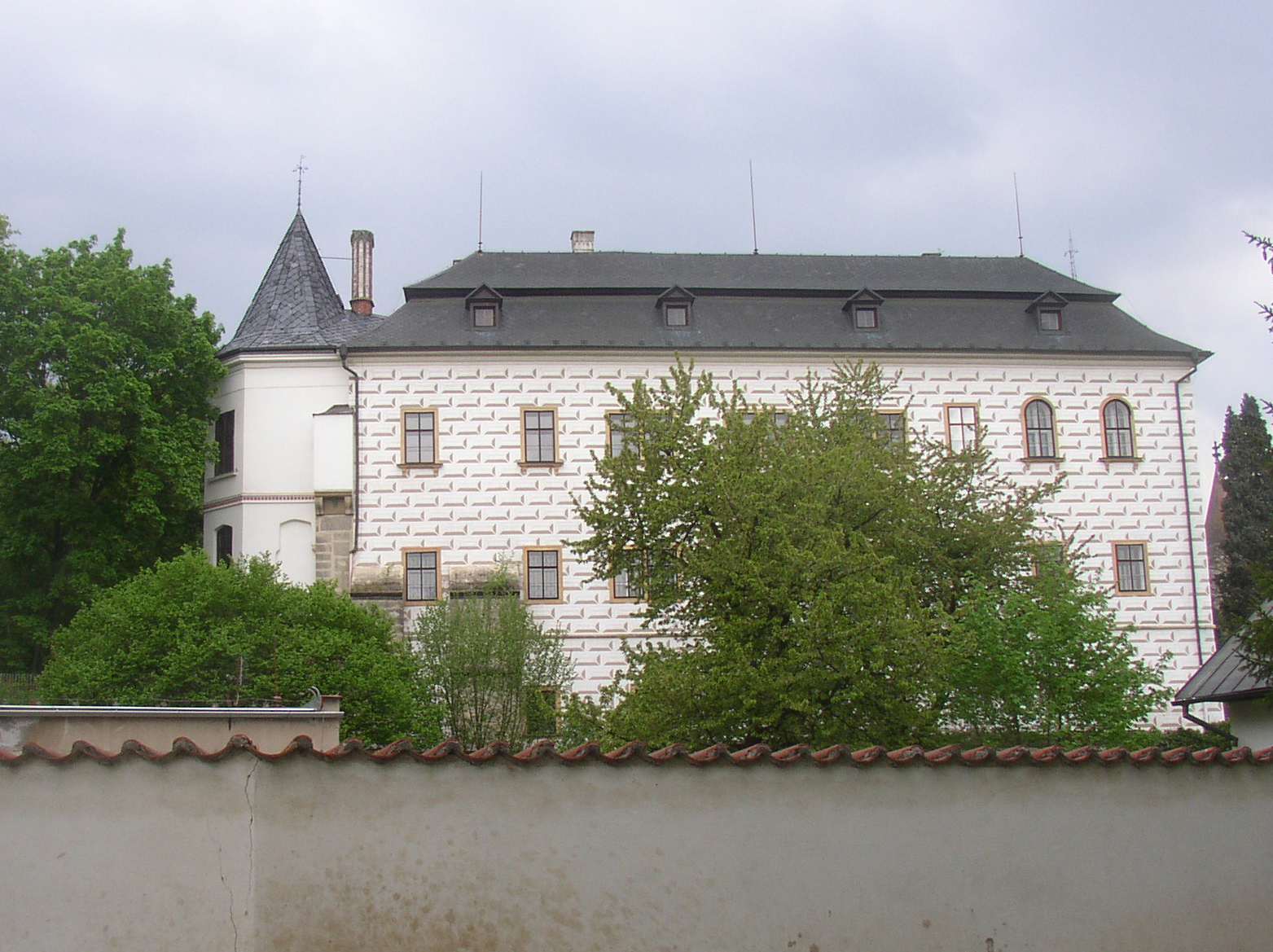
Статіняни
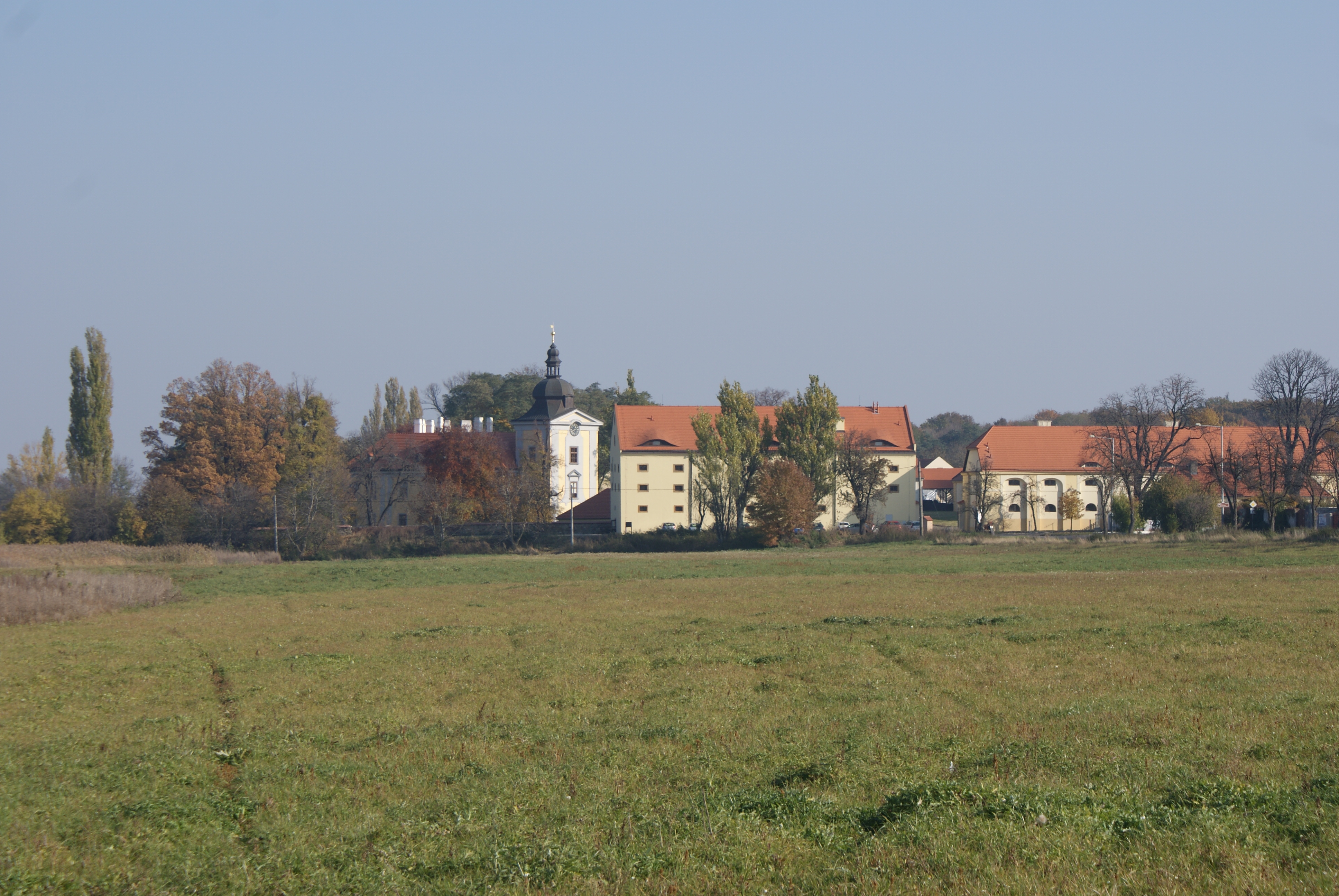
Стеніце
- Студенка

- Палац Славков-у-Брна
- Статіняни
- Замок Стеніце

### Т
- Татеніце
- Телч
- Тепліце
- Тройський замок
- Замок Тршебонь
- Требіч
- Тузетін
- Тупадли

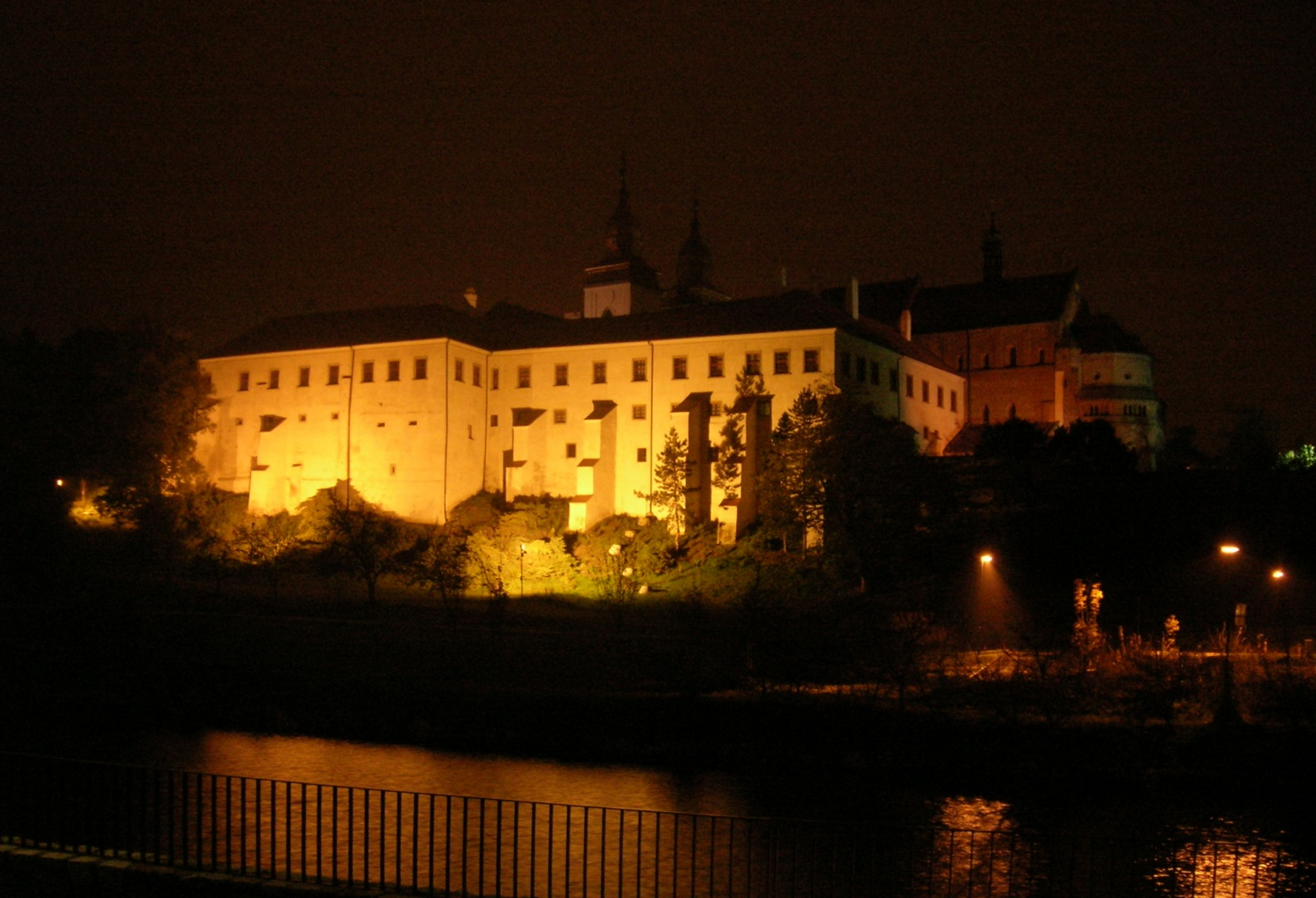
Замок Требіч вночі
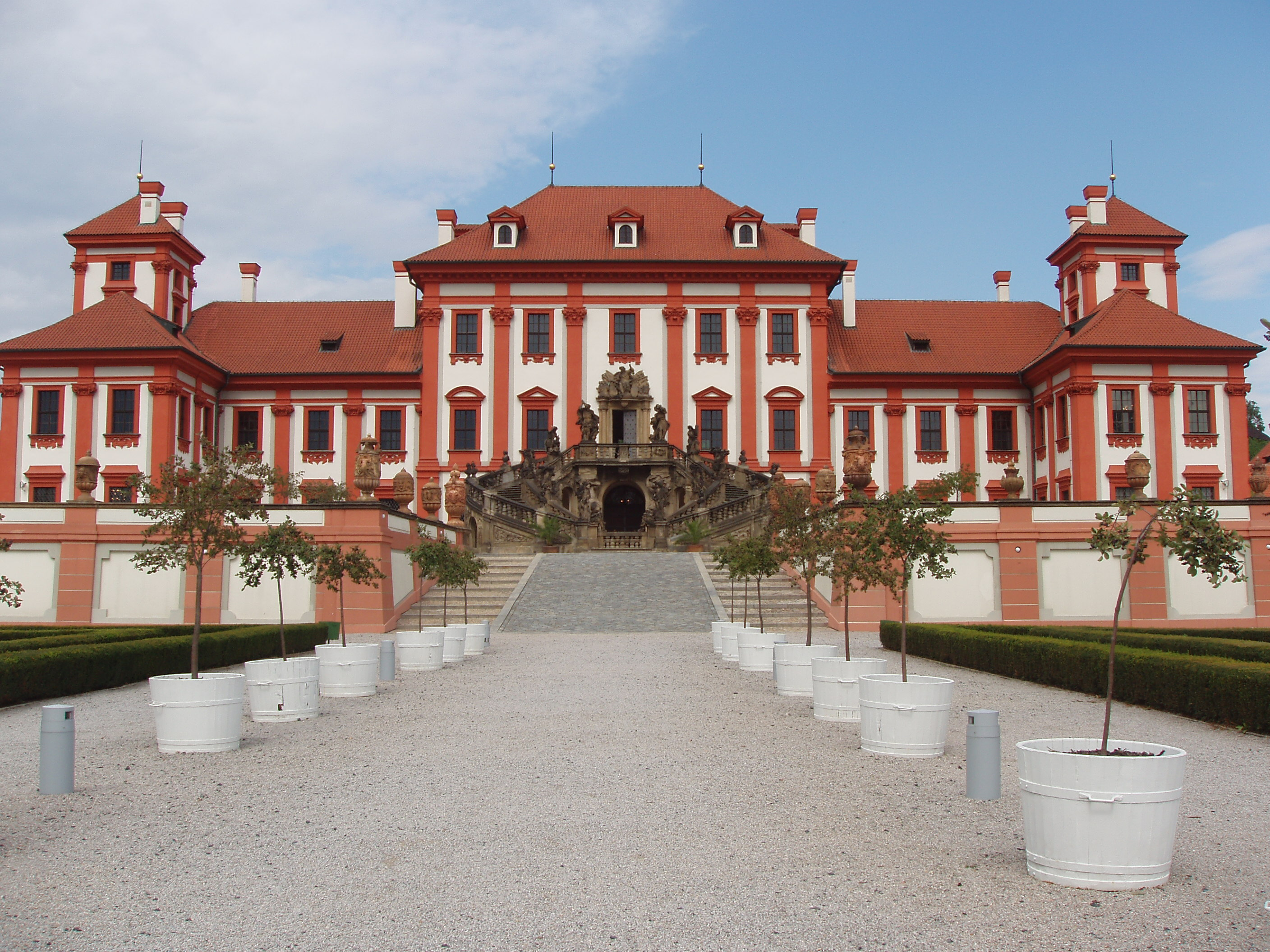
Тройський замок
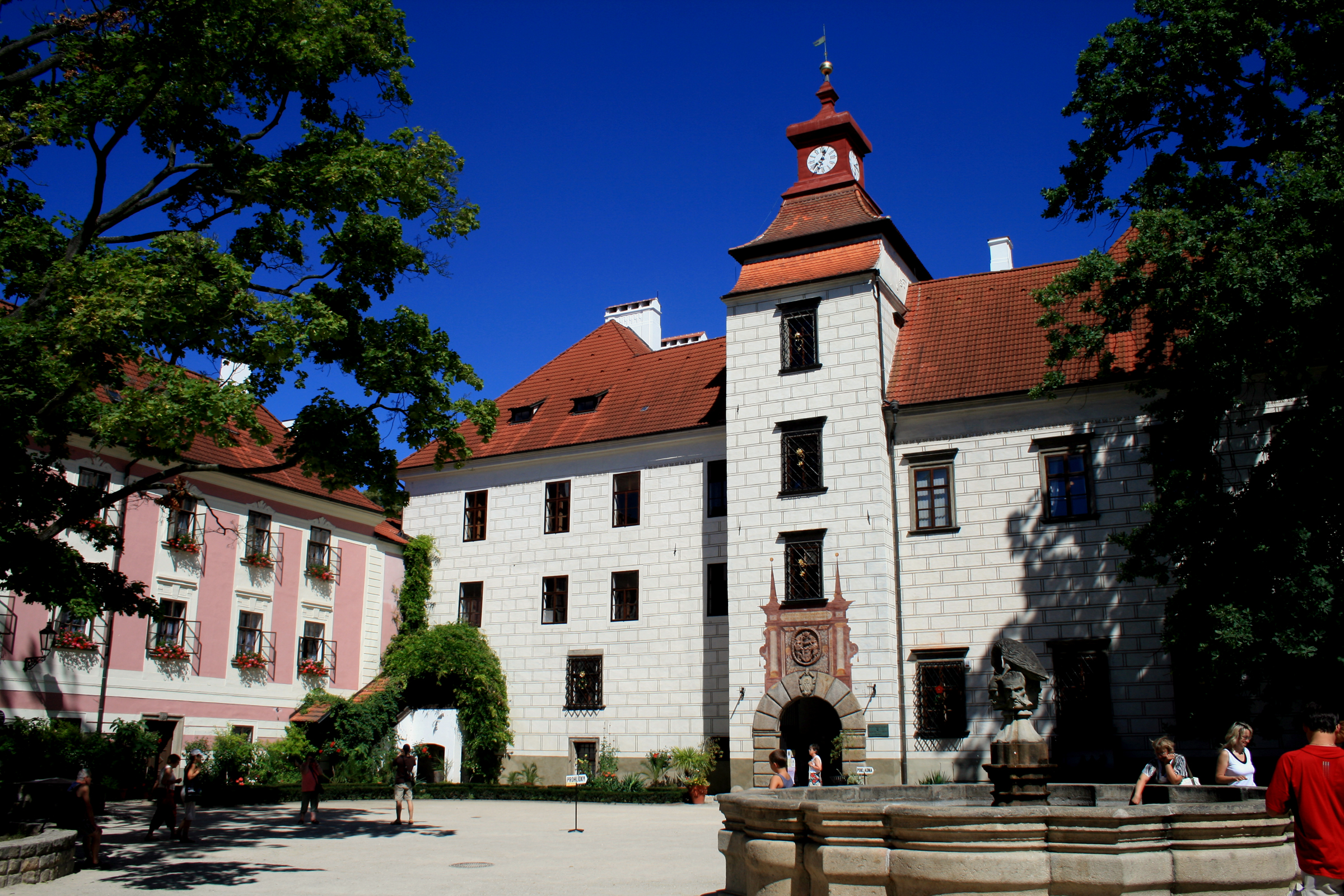
Замок Тршебонь доби відродження

### У
- Удліце
- Узов
- Ухержице

### Х

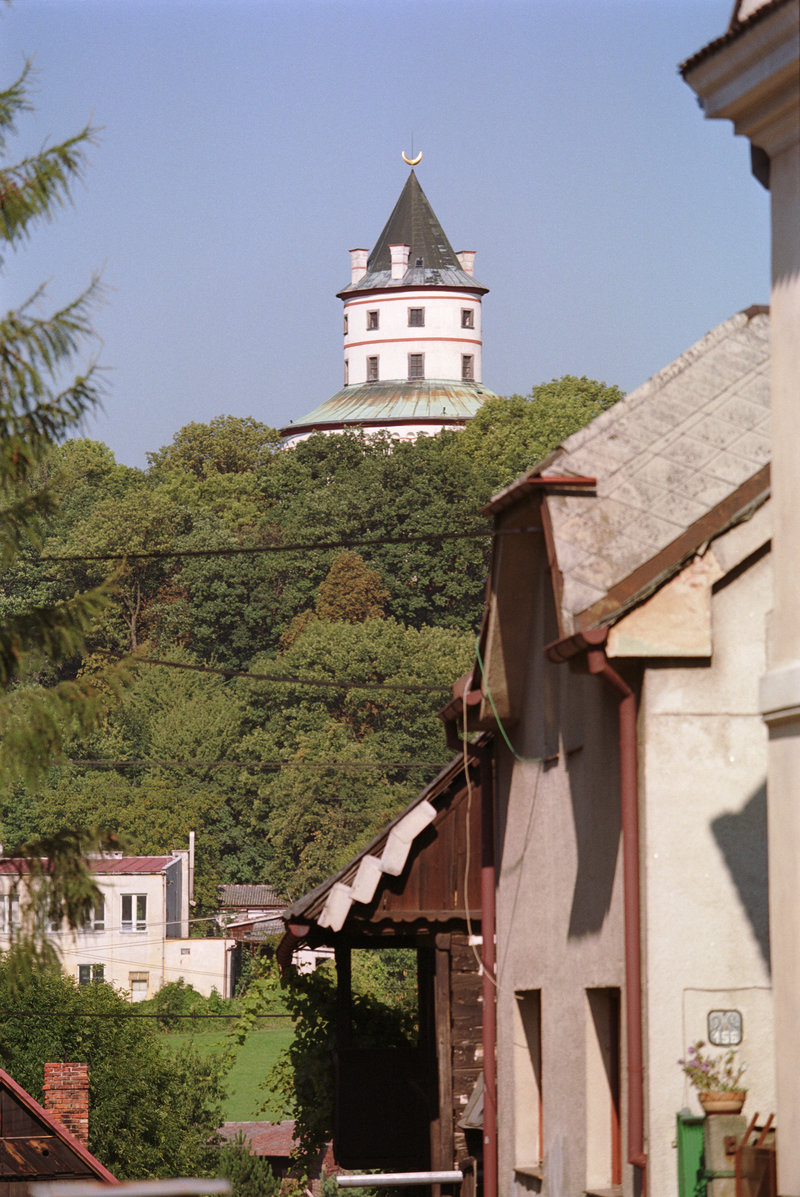
Хумпрехт

- Хватеруби
- Хосен
- Ходова Плана
- Хоріне
- Хропіне
- Худобін
- Хухелна
- Хіше
- Хінов
- Хумпрехт

### Ч
- Ческий Брод, замок

### Я

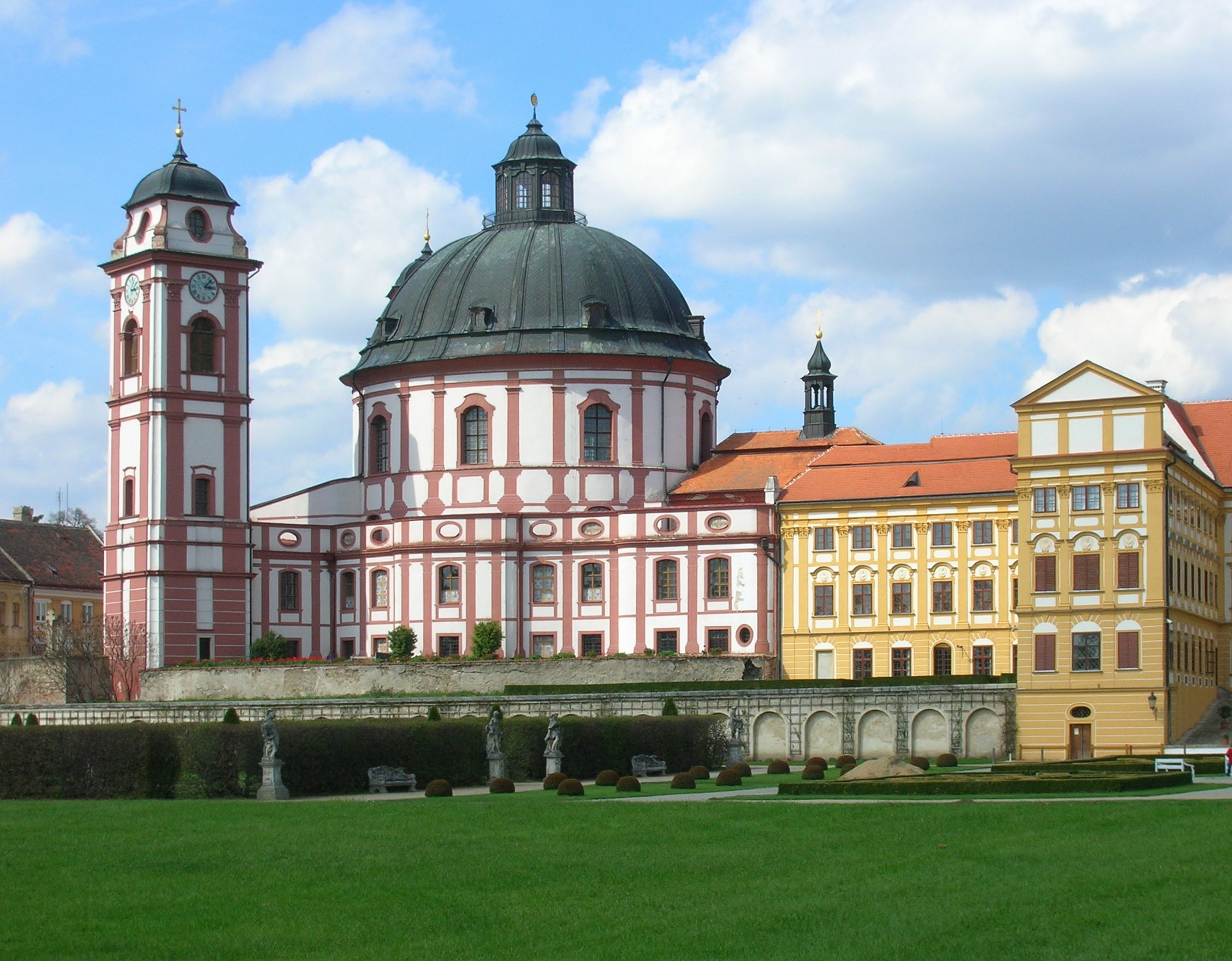
Яромержице

- Яворна
- Яновіце
- Яромержице